# Fiqh al-aqallīyāt

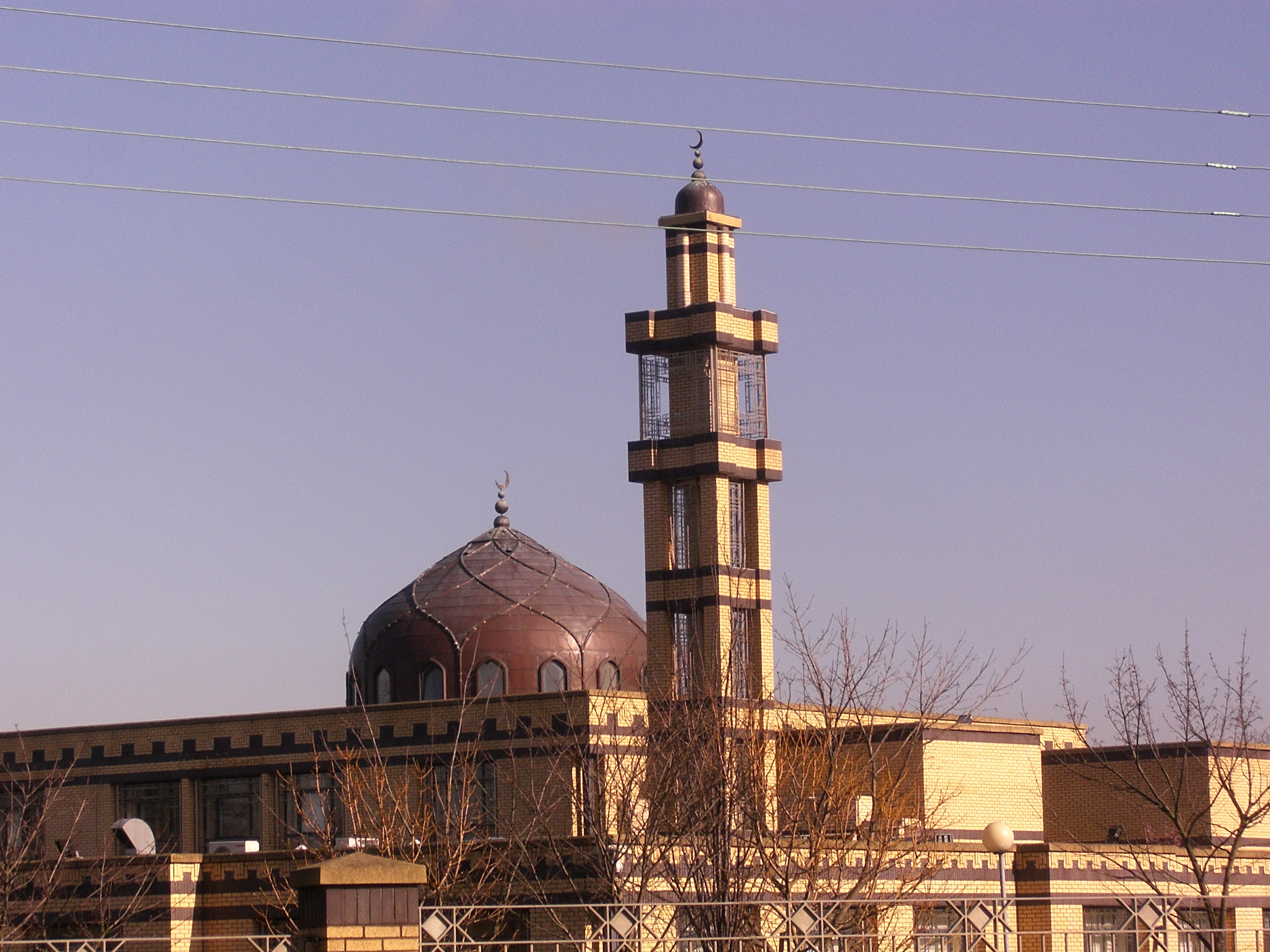
Das Islamic Cultural Centre of Ireland in Dublin, in dem der European Council for Fatwa and Research seinen Sitz hat. Er ist eines der Fiqh-Gremien, die sich am Fiqh al-aqallīyāt orientieren.

Fiqh al-aqallīyāt (arabisch فقه الأقليات ‚Jurisprudenz der Minderheiten, Minderheiten-Fiqh‘) ist ein Konzept der islamischen Rechtstheorie, das seit Ende der 1990er Jahre insbesondere unter arabischsprachigen Muslimen diskutiert wird. Es zielt darauf ab, durch Rückgriff auf Idschtihād, also Findung von Normen durch eigenständige Urteilsbemühung, ein neues System islamischer Verhaltensnormen zu entwickeln, das Lösungen für die speziellen ethischen und religiösen Probleme der in den westlichen Ländern lebenden muslimischen Minderheiten bietet. Eine führende Rolle bei der Ausarbeitung des Konzepts übernahm Tāhā Dschābir al-ʿAlwānī (1935–2016), der Gründer und frühere Vorsitzende des Fiqh Council of North America (FCNA). Er prägte den Begriff und erstellte im Jahr 2000 eine der ersten Programmschriften zum Fiqh al-aqallīyāt. Nach al-ʿAlwānī soll das Minderheiten-Fiqh dabei helfen, „die psychische und geistige Spaltung zu überwinden, die die muslimischen Minderheiten speziell im Westen erleben, indem es sie zu einem Partner in diesen Gesellschaften im Glück und Unglück macht.“
1999 wurde das Konzept durch den European Council for Fatwa and Research (ECFR) unter der Leitung von Yūsuf al-Qaradāwī übernommen. Al-Qaradāwī veröffentlichte 2001 ein eigenes Buch zum Minderheiten-Fiqh, in dem er die Meinung vertrat, dass der Minderheitenstatus der in den westlichen Ländern lebenden Muslime bestimmte normative Erleichterungen notwendig mache, die ansonsten für Muslime verboten wären. Er beschrieb „Integration ohne Assimilation“ als eines der Ziele des Minderheiten-Fiqh. Seit dieser Zeit war das Konzept Thema einer transnationalen islamischen Debatte. Die anhaltende Kritik an dem Konzept, insbesondere an den sozialen und politischen Implikationen des zugrundegelegten Minderheitenbegriffs, führte dazu, dass seine ursprünglichen Verfechter den Ausdruck Fiqh al-aqallīyāt nur noch selten verwendeten und sich stärker auf die Frage konzentrierten, wie sich das moderne Konzept der Staatsbürgerschaft mit islamischem Normensystem und islamischer Identität vertrage.

## Der Weg zum Fiqh al-aqallīyāt

### Vorgeschichte: Islamische Gelehrte und muslimische Minderheiten
Obwohl Fiqh al-aqallīyāt ein relativ neues Konzept ist, haben sich schon früher islamische Rechtsgelehrte mit der Lebenssituation von Muslimen in nichtmuslimischen Mehrheitsgesellschaften befasst und für sie Fatwas produziert. Anfang des 20. Jahrhunderts erstellte der syro-ägyptische Scheich Raschīd Ridā (1865–1935) zahlreiche Fatwas für in der Minderheitensituation lebende Muslime. Sie erschienen in seiner bekannten panislamischen Zeitschrift al-Manār, die zwischen 1898 und 1935 in Kairo veröffentlicht wurde. Sowohl thematisch als auch hinsichtlich ihrer madhhab-kritischen und utilitaristischen Ausrichtung weisen diese Fatwas Ähnlichkeit mit dem heutigen Fiqh al-aqallīyāt auf. So vertrat Ridā zum Beispiel ähnlich wie die späteren Verfechter des Minderheiten-Fiqh die Auffassung, dass Muslime, wenn sie ihre Religion in nichtislamischem Gebiet ausüben können, nicht verpflichtet sind, auf islamisches Territorium auszuwandern.

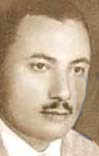
Yūsuf al-Qaradāwī in den 1960er Jahren

Ein weiterer Gelehrter, der sich schon früh mit den muslimischen Minderheiten befasste, war Yūsuf al-Qaradāwī. Er veröffentlichte in den 1960er Jahren im Auftrag des Scheich der Azhar sein Buch Das Erlaubte und das Verbotene im Islam speziell für die Muslime in den westlichen Ländern. Ende der 1970er Jahre wurde an arabischen Universitäten Forschung über muslimische Minderheiten durchgeführt, insbesondere an der König-Abdulaziz-Universität in Dschidda. In derselben Zeit begannen sich auch die Islamische Weltliga in Mekka und die Welt-Versammlung der Islamischen Jugend mit den muslimischen Minderheiten zu beschäftigen.
Auch Taha Dschabir al-Alwani, ein irakischer Gelehrter, der 1973 an der Azhar eine Dissertation über Usūl al-fiqh erstellt hatte und seit 1975 an der Islamischen Universität Imam-Muhammad-ibn-Saud tätig war, fing in dieser Zeit an, sich mit den muslimischen Minderheiten im Westen zu befassen. Anlass dafür war, dass seiner Universität der Auftrag erteilt wurde, die saudischen Studenten, die zum Studium in die USA entsandt wurden, auf ihren dortigen Aufenthalt vorzubereiten. Als al-ʿAlwānī 1976 von der Muslim Students’ Association in die USA eingeladen wurde, schlugen ihm führende Vertreter dieser Organisation vor, eine Studie zur Normenlehre für die muslimischen Minderheiten vorzubereiten. Er schrieb damals auch tatsächlich einen Text über die ʿIbādāt – die gottesdienstlichen Verrichtungen –, konnte diesen jedoch lange nicht vollenden.

### Aufbau von Fiqh-Gremien in westlichen Ländern
Desgleichen begannen ab den 1970er Jahren im Westen lebende Muslime selbst Anstrengungen zu unternehmen, Scharia-konforme Lösungen für Alltagsprobleme der muslimischen Minderheiten zu finden. Zakī Badawī hat nach eigener Aussage zu diesem Zweck 1978 mit anderen Imamen in Großbritannien den United Kingdom Shari'ah Council gegründet, den Londoner Islamischen Scharia-Rat.
Tāhā al-ʿAlwānī, der 1983 in die USA umsiedelte und 1984 eine Position am International Institute of Islamic Thought (IIIT) in Herndon (Virginia) übernahm, unternahm ähnliche Bemühungen in Nordamerika. 1985 begann er Fragen zu sammeln, die damals die muslimische Gemeinde in den USA bewegten, mit dem Ziel, diese der neu gegründeten Islamischen Fiqh-Akademie zur Beantwortung vorzulegen. Da aber dort die Beratungen über die Fragen äußerst schleppend verliefen und al-ʿAlwānī die schließlich erhaltenen Antworten wegen ihrer konservativen Ausrichtung sehr unbefriedigend fand, wuchs bei ihm die Überzeugung, dass es notwendig sei, selbst eine Normenlehre für die muslimischen Minderheiten zu entwickeln. 1988 wurde er zum Vorsitzenden des neu gegründeten Fiqh-Rates von Nordamerika berufen, dessen Aufgabe es nach den Statuten sein sollte, „ein Fiqh für die in nichtislamischen Ländern lebenden Muslime zu entwickeln.“ Al-ʿAlwānī selbst arbeitete in dieser Zeit eine Studie über die Annahme der Staatsbürgerschaft nichtmuslimischer Staaten durch Muslime aus.
Ab dem Jahr 1992 hielten die französische Union des organisations islamiques de France (UOIF) und die mit ihr verbundene Föderation Islamischer Organisationen in Europa (FIOE) Seminare zum islamischen Recht ab. 1997 gründete die FIOE den European Council for Fatwa and Research (ECFR). Die Aufgabe dieses Gremiums mit Sitz in Dublin sollte es sein, eine Normenlehre für die in Europa lebenden Muslime auszuarbeiten, die zeitgemäß sein sollte und Zeit, Ort, Brauch sowie Lebensumstände berücksichtigte. Geleitet wurde das Gremium von Yūsuf al-Qaradāwī.
Er befasste sich in dieser Zeit ohnehin schon viel mit den Fragen muslimischer Minderheiten, so in der jeden Sonntagabend ausgestrahlten Sendung Die Scharia und das Leben in dem arabischen Fernsehsender Al Jazeera und auf der von ihm unterhaltenen Website IslamOnline, die viel auf die muslimischen Minderheiten im Westen und Osten einging.

### Entstehung und Verbreitung der Idee vom Fiqh al-aqallīyāt
Al-ʿAlwānī war es allerdings, der als erster den Ausdruck Fiqh al-aqallīyāt verwendete, und zwar 1994, als der FCNA unter seiner Leitung eine Fatwa ausstellte, der zufolge es amerikanischen Muslimen erlaubt ist, aktiv an Wahlen teilzunehmen. Bei einer Diskussion im IIIT, die im selben Jahr stattfand, beschrieb er das Fiqh al-aqallīyāt als einen neuen Namen für das, was in der malikitischen Rechtsschule in früheren Zeiten als „Jurisprudenz der Vorfälle“ (fiqh an-nawāzil) bezeichnet wurde, in der man sich mit der normativen Beurteilung bestimmter Vorfälle beschäftigte.
Yusuf Talal DeLorenzo, der Sekretär des Fiqh-Rates von Nordamerika, vertiefte 1998 in einem Aufsatz den Gedanken einer Kontinuität des Fiqh al-aqallīyāt zum Fiqh an-nawāzil und erklärte: „Da das traditionelle Fiqh des Islam im Wesentlichen das Fiqh des historischen muslimischen Staates und seiner muslimischen Mehrheit ist, schenkt es dem Fiqh der muslimischen Minderheiten keine Beachtung, außer in Form der Nawāzil, die in verschiedenen Zeiten der Krise ausgestellt wurden, so während der Mongoleneinfälle, der Kreuzzüge oder während der Morisken-Periode der andalusischen Geschichte.“

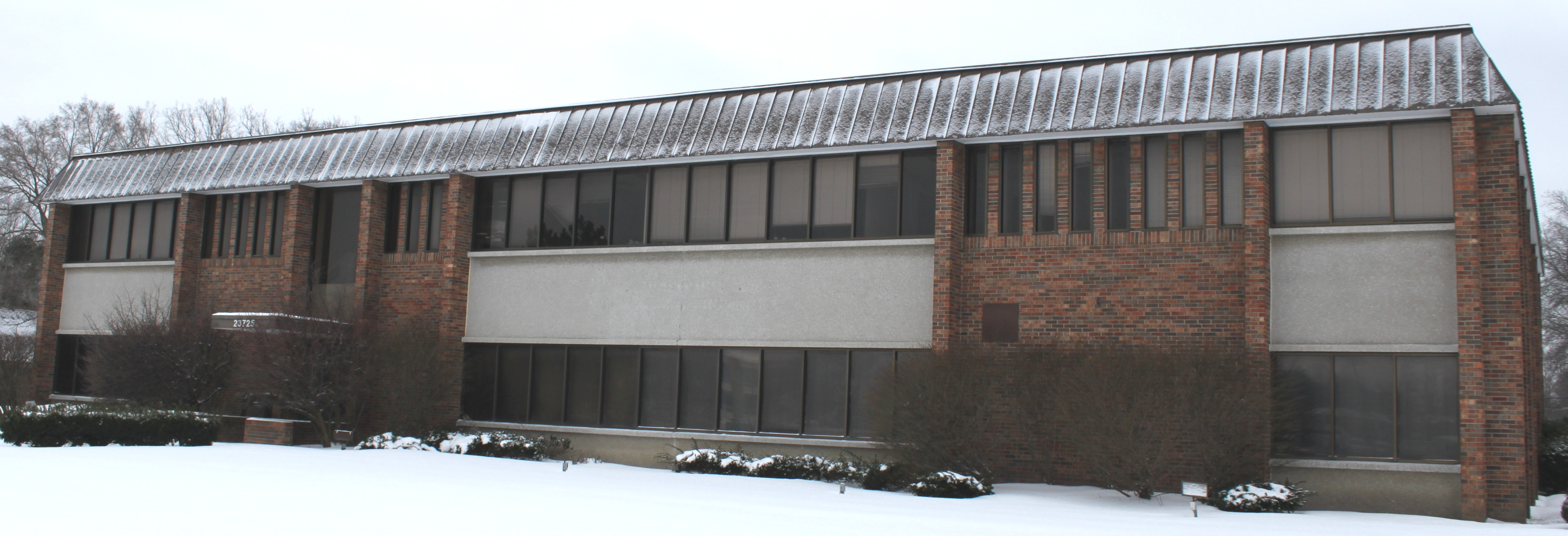
Die Islamic American University in Southfield

Als 1996 die Graduate School of Islamic and Social Sciences (GSISS) in Ashburn (Virginia) gegründet wurde, sorgte al-ʿAlwānī dafür, dass das Minderheiten-Fiqh als obligatorisches Fach in den Lehrplan aufgenommen wurde. Nadia Mahmud Mustafa, eine ägyptische Professorin der Politikwissenschaft, die mit dem IIIT verbunden ist, entwickelte einen Kurs über die „politische Jurisprudenz der muslimischen Minderheiten“ (al-fiqh as-siyāsī li-l-aqallīyāt al-muslima) für die United Arab Emirates University. Später wurde das Minderheiten-Fiqh auch Unterrichtsfach an der privaten Islamic American University in Southfield, Michigan.
Das Konzept des Fiqh al-aqallīyāt war 1997 auch in den arabischen Ländern schon so verbreitet, dass der Fernsehsender al-Jazeera ihm im November dieses Jahres eine eigene Folge seiner populären Sendung Die Scharia und das Leben widmete. Yūsuf al-Qaradāwī, der zu dieser Sendung wie sonst auch meist als Gast eingeladen war, stand damals dem Ausdruck noch skeptisch gegenüber und zog den Begriff Fiqh al-ightirāb („Jurisprudenz des Lebens in der Fremde“) vor. Als er 1999 die erste Fatwa-Sammlung des ECFR herausgab, hatte er mit diesem Konzept aber keine Probleme mehr. In der Vorrede zu dieser Sammlung verwendet er es zur Rechtfertigung der Existenz des ECFR als eines separaten Fiqh-Gremiums neben den großen islamischen Fiqh-Akademien wie der Islamischen Forschungsakademie in Kairo, der Fiqh-Akademie der Organisation der islamischen Konferenz in Dschidda und der Fiqh-Akademie der Islamischen Weltliga: Der ECFR, so sagte er, mache diesen Gremien keine Konkurrenz, sondern ergänze sie nur auf einem Spezialfeld der Normenlehre, nämlich dem Fiqh al-aqallīyāt.
Der ECFR wurde in den folgenden Jahren zu einem der wichtigsten Foren zur Diskussion und Verbreitung der verschiedenen Vorstellungen vom Minderheiten-Fiqh. Im Jahre 2004, nachdem bereits mehrere Bücher zum Minderheiten-Fiqh erschienen waren, bekannte sich der ECFR in seiner Zeitschrift zur Rechtmäßigkeit (mašrūʿīya) dieses Konzepts und erklärte, dass er es beim normenwissenschaftlichen Idschtihād sowohl auf theoretischer als auch auf praktischer Ebene als methodische Grundlage verwende.

## Die ersten Ausarbeitungen des Konzepts

### Tūbūlyāk (1997) und ʿAbd al-Qādir (1997/1998)
Versuche, eine Normenlehre für muslimische Minderheiten zu entwickeln, erfolgten in den 1990er Jahren auch in Form von akademischen Qualifikationsarbeiten, die den Scharia-Fakultäten von Universitäten in Marokko, in Saudi-Arabien und im Libanon vorgelegt wurden. Ihre Verfasser waren Studierende, die aus Europa stammten oder ein spezielles Interesse an Europa hatten. 1996 verteidigte der bosnische Wissenschaftler Sulaimān Muhammad Tūbūlyāk an der Juristischen Fakultät der Universität von Jordanien eine Master-Arbeit mit dem Titel „Die politischen Regeln für die muslimischen Minderheiten in der islamischen Jurisprudenz“ (al-Aḥkām as-siyāsīya li-l-aqalliyāt al-muslima fī l-fiqh al-islāmī). Darin wies er die malikitische Auffassung zurück, wonach Muslime zur Auswanderung aus nichtislamischen Gebieten verpflichtet sind, und machte sich für die schon von Raschīd Ridā vertretene Meinung stark, dass Muslime weiter unter Ungläubigen leben dürfen, solange sie dort ihre Religion ausüben dürfen. Tūbūlyāks Buch wurde 1997 in Amman und Beirut veröffentlicht.
Eine ähnliche Ausrichtung hatte das Buch mit dem Titel „Aus der Jurisprudenz der muslimischen Minderheiten“ (Min fiqh al-aqallīyāt al-muslima) des libanesischen Gelehrten Chālid Muhammad ʿAbd al-Qādir (geb. 1961), das 1997 vom Katarischen Religionsministerium in der renommierten Reihe Kitāb al-Umma veröffentlicht worden ist. Es ist das erste Buch, das den Begriff Fiqh al-aqallīyāt im Titel führt. ʿAbd al-Qādir ist ein ehemaliger Schüler von Yūsuf al-Qaradāwī und hat bei ihm in Katar studiert. Bei dem Buch handelt sich um eine Kurzversion der Magister-Arbeit, die ʿAbd al-Qādir 1994 an der Hochschule Imam al-Auzāʿī in Beirut erstellt hatte. 2003 gab das Ägyptische Religionsministerium eine englische Übersetzung der Kurzversion des Textes heraus.
Eine Langversion von ʿAbd al-Qādirs Dissertation erschien 1998 unter dem Titel „Jurisprudenz der muslimischen Minderheiten“ (Fiqh al-aqallīyāt al-muslima) im Libanon. Das Buch ist in drei Kapitel eingeteilt, von denen das erste die internationalen Beziehungen (S. 18–187), das zweite die Regeln für die gottesdienstlichen Handlungen und Moscheen (S. 189–363) und das dritte die gesellschaftlichen Beziehungen (S. 365–680) beschreibt. Die einzelnen Kapitel bestehen aus einer Serie von Antworten zu Fragestellungen, die für muslimische Minderheiten von Belang sind, wie die Regelung des Ritualgebets und die Finanztransaktionen in der Minderheitensituation. Auch die Frage der Reinheit von Hunden und Ungläubigen, die Kombination von Ritualgebeten und die Eheschließung mit einer Nichtmuslimin sowie die Frage des Fastens bei extrem langen Tageslängen in den Polargebieten werden behandelt.

### Tāhā Dschābir al-ʿAlwānī (1999/2000)
ʿAbd al-Qādirs Buch behandelte zwar verschiedene Einzelfragen, die mit dem dauerhaften Aufenthalt von Muslimen in nichtislamischen Ländern zusammenhängen, befasste sich jedoch nicht mit dem Konzept des Minderheiten-Fiqh selbst. Eine erste theoretische Ausarbeitung erfuhr dieses Konzept in al-ʿAlwānīs Essay Madḫal ilā Fiqh al-aqallīyāt („Einführung in die Minderheitenjurisprudenz“), der im Winter 1999/2000 in der vom IIIT herausgegebenen Zeitschrift Islāmīyat al-maʿrifa („Die Islamisierung des Wissens“) veröffentlicht wurde. Der kurze Text wurde in der Folgezeit mehrfach in verschiedenen Abwandlungen erneut publiziert, so schon im Juni 2000 in Ägypten in einer der „islamischen Aufklärung“ gewidmeten Buchreihe unter dem Titel Fī fiqh al-aqallīyāt al-muslima („Über das Fiqh der muslimischen Minderheiten“). Ein Jahr später erschien er in einer Kurzversion unter dem Titel Naẓarāt taʾasīsīya fī fiqh al-aqallīyat („Grundlegende Betrachtungen über das Minderheiten-Fiqh“) auf der arabischen Website Islamonline.net. Der kuwaitische Gelehrte ʿUdschail Dschāsim an-Naschamī, der selbst Mitglied des ECFR ist, hat al-ʿAlwānīs Programmschrift einen kritischen Kommentar gewidmet, der 2005 in der Zeitschrift des ECFR veröffentlicht wurde.
Al-ʿAlwānīs Text wurde auch ins Englische, Französische und Russische übersetzt. Die englische Übersetzung, zu der Zakī Badawī eine Vorrede verfasste, wurde 2003 vom IIIT unter dem Titel „Towards a Fiqh for Minorities. Some Basic Reflections“ herausgegeben. In einer neu hinzugefügten Einleitung nimmt al-ʿAlwānī auf den Schock Bezug, den die Anschlägen vom 11. September 2001 bei Muslimen und Amerikanern ausgelöst haben, und betont, dass dadurch der Bedarf an einem neuen Fiqh für die muslimischen Minderheiten im Westen größer geworden sei als je zuvor.

### Dschamāl ad-Dīn ʿAtīya (2000/2001)
Ein weiterer Beitrag zum Thema war der 2000/2001 veröffentlichte Essay „Hin zu einem neuen Minderheiten-Fiqh“ (Naḥwa fiqh ǧadīd li-l-aqallīyāt) des ägyptischen Rechtsdenkers Dschamāl ad-Dīn ʿAtīya Muhammad (1928–2017). Er wurde 2003 erneut als eigenständiges Buch veröffentlicht. Dieser Essay stellt insofern eine Ausnahme dar, als er sich nicht nur mit den muslimischen Minderheiten außerhalb der islamischen Länder befasst, sondern mit religiösen, ethnischen, sprachlichen und kulturellen Minderheiten ganz allgemein.

### Yūsuf al-Qaradāwī (2001)

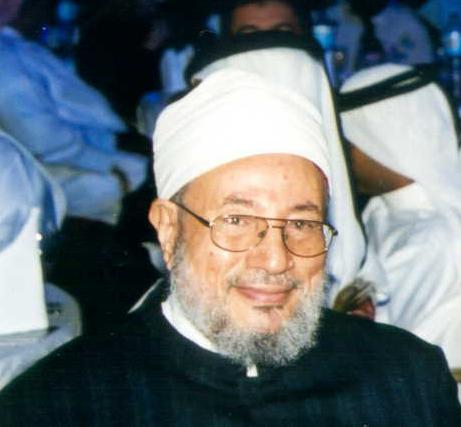
Yūsuf al-Qaradāwī

Im Jahre 2001 veröffentlichte Yūsuf al-Qaradāwī sein eigenes Buch zum Minderheiten-Fiqh mit dem Titel „Über die Jurisprudenz der muslimischen Minderheiten: Das Leben der Muslime in den anderen Gesellschaften“ (Fī fiqh al-aqallīyāt al-muslima: ḥayāt al-muslimīn fī l-muǧtamaʿāt al-uḫrā). Wie er selbst in der Vorrede schreibt, kam er damit der Bitte des Generalsekretariats der Islamischen Weltliga nach, das ihn ersucht hatte, ein Buch über die normenwissenschaftlichen Probleme der muslimischen Minderheiten im Westen abzufassen. In der Vorrede verortet al-Qaradāwī seine Publikation auch in den bisherigen Debatten über das islamische Recht im Westen und hebt sein eigenes früheres Engagement für die muslimischen Minderheiten hervor. Diese vielfältige wissenschaftliche Aktivität um die muslimischen Minderheiten bedürfe jedoch einer schariarechtlichen Grundlegung, „die die Einzelregelungen auf ihre Grundlagen und die Partikularien auf die Universalien zurückführt und die Regeln begründet, die notwendig sind, um eine wissenschaftliche Methodik für dieses Fiqh festzulegen.“
Der erste Teil des Buches, der aus einer theoretischen Darlegung der Problematik der muslimischen Minderheiten und ihrer Lösung durch das Minderheiten-Fiqh besteht, umfasst drei Kapitel. Das erste ist den muslimischen Minderheiten und ihren Problemen hinsichtlich der islamischen Normenlehre gewidmet (S. 15–29). Das zweite Kapitel behandelt die sieben Ziele sowie verschiedene Besonderheiten und Quellen des Minderheiten-Fiqh (S. 30–39). Al-Qaradāwī präsentiert sein Buch hier als Antwort auf an ihn gerichtete Fragen von Muslimen im Westen, die von ihm eine systematische Abhandlung zur Normenlehre der muslimischen Minderheiten in den nichtmuslimischen Gesellschaften wünschten. Diese Minderheiten außerhalb des Dār al-Islām, also der Gebiete außerhalb der islamischen Herrschaft, bedürfen seiner Auffassung nach einer speziellen Normenlehre, weil „sie gezwungen sind, entsprechend den Regeln und Gesetzen jener Gesellschaft zu handeln, obwohl einige von ihnen im Widerspruch zur Scharia des Islams stehen.“ In einem eigenen Abschnitt (S. 34f.) nennt al-Qaradāwī für das angestrebte Minderheiten-Fiqh sieben Ziele. Im dritten Kapitel erörtert er neun Grundpfeiler (rakāʾiz asāsīya), die das Minderheiten-Fiqh mehr als jedes andere Fiqh berücksichtigen müsse (S. 40–60).
Der zweite Teil des Buchs, der fast zwei Drittel (S. 61–188) einnimmt, besteht aus Anwendungsbeispielen für das Minderheiten-Fiqh in Form einer Sammlung von 15 Fatwas. Al-Qarādāwī geht hier auf einzelne Fragestellungen und Probleme von Muslimen in nichtmuslimischen Gesellschaften ein und zeigt, wie sich unter Beachtung der von ihm zuvor genannten methodischen Vorgaben Lösungen entwickeln lassen. Die Fatwas sind auf vier Themenbereiche (1. Glaubensgrundsätze und gottesdienstliche Handlungen, 2. Familienrecht, 3. Speisen und Getränke, 4. Umgang mit der nichtmuslimischen Umgebung) aufgeteilt und variieren stark in ihrer Länge. Im vierten Themenbereich wird sehr ausführlich die Frage behandelt, ob der Kauf eines Hauses mit Hilfe eines verzinsten Darlehens für Muslime zulässig sei. Der betreffende Abschnitt nimmt ein Viertel des ganzen Buches ein.
Al-Qaradāwīs Buch wurde im April 2002 auf der Vierten Allgemeinen Islamischen Konferenz der Islamischen Weltliga in Saudi-Arabien der Öffentlichkeit vorgestellt. Durch die Al-Falah Foundation, einen der Muslimbruderschaft nahestehenden Verlag in Kairo, wurde es auch ins Englische und Französische übersetzt. Diese Übersetzungen enthalten allerdings nicht den ersten Teil des Buchs, in dem al-Qaradāwī sein theoretisches Verständnis des Fiqh-al-aqallīyāt-Konzeptes entwirft, weil die Herausgeber meinten, dass dieses zu fachsprachlich sei und deswegen auf kein großes Interesse bei den Lesern stoßen würde.

### ʿAbd al-Madschīd an-Naddschār (2003/04)

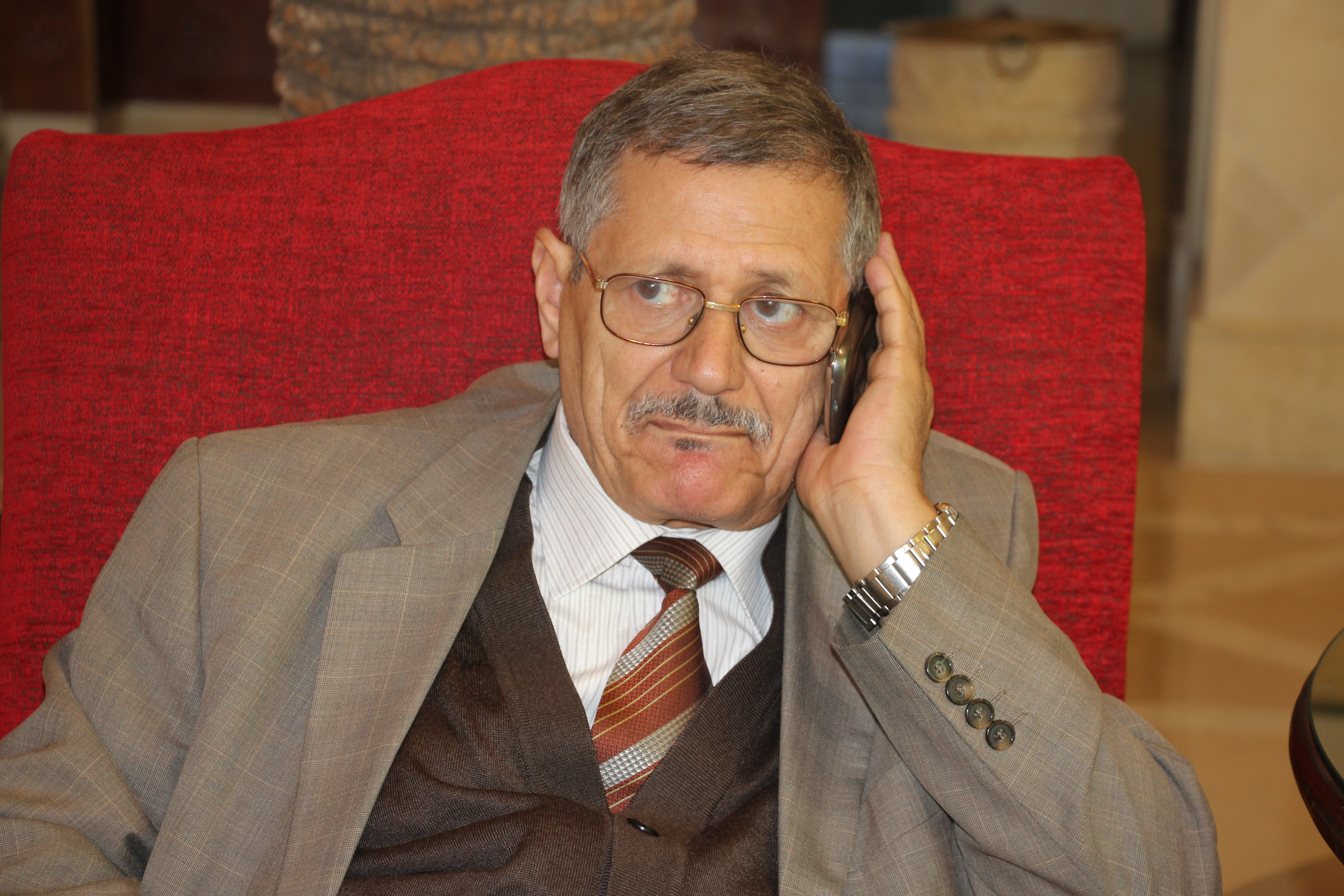
ʿAbd al-Madschīd an-Naddschār

Ein weiterer Gelehrter, der sich um eine Theoretisierung des Minderheiten-Fiqh bemühte, war der in Paris lebende tunesische Intellektuelle ʿAbd al-Madschīd an-Naddschār. Er veröffentlichte 2003 in der Zeitschrift des ECFR einen Artikel mit dem Titel „Hin zu einer grundlegenden Methode für das Minderheiten-Fiqh“ (Naḥwa manhaǧ uṣūlī li-fiqh al-aqallīyāt). Dort nennt er fünf leitende Prinzipien für diese Disziplin: 1. Bewahrung des religiösen Lebens für die muslimische Minderheit; 2. Das Streben nach der Bekanntmachung des Islams; 3. Grundlegung für ein zivilisatorisches Fiqh, das sich nicht auf den Gottesdienst beschränkt; 4. Grundlegung für ein kollektives Fiqh, das die muslimische Gemeinschaft als Ganzes läutert; und 5. Orientierung an bestimmten rechtstheoretischen Regeln, die für das Fiqh al-aqallīyāt angepasst werden müssen. Als rechtstheoretische Regeln, an denen sich das Minderheiten-Fiqh orientieren soll, nennt er beispielhaft: a) die Regel, dass die Handlungsresultate (maʾālāt al-afʿāl) maßgeblich sind, b) den Grundsatz, dass Zwangslagen verbotene Dinge erlaubt machen, und c) die Notwendigkeit der Abwägung zwischen nützlichen und schädlichen Aspekten einer Sache. In einer zweiten Untersuchung, die 2004 in der ECFR-Zeitschrift veröffentlicht wurde, hat an-Naddschār das rechtstheoretische Konzept der Handlungsresultate, das auf den andalusischen Gelehrten des 14. Jahrhunderts Abū Ishāq asch-Schātibī zurückgeht, und seine Bedeutung für das Minderheiten-Fiqh noch weiter ausgeführt.

## Inhaltliche Gemeinsamkeiten und Unterschiede

### Daʿwa als ideologische Grundlage des Minderheiten-Fiqh
Nach Andrew F. March ist die wichtigste Grundlage für die Theoretisierung des Minderheiten-Fiqh das Konzept der Daʿwa. Tatsächlich spielt dieses Konzept eine sehr wichtige Rolle in den Büchern zum Minderheiten-Fiqh. ʿAbd al-Qādir zum Beispiel stellt am Anfang seines Buches fest, dass der Islam alle anderen offenbarten Religionen abrogiere, sie also inhaltlich, da später, ablöse, und die Vorherrschaft über sie habe; die Lehren, die im Widerspruch zum Islam stehen, seien Irrtum und falsche Reden. Grundlage der Beziehung des Islams zu den Angehörigen anderer Religionen sei die Daʿwa. Diejenigen im Irrtum zu lassen, die nichtiges Zeug reden, sei ein Unrecht, über das der Islam nicht schweigen könne. Vielmehr hätten die Muslime die Aufgabe, diesen Zustand nach Möglichkeit zu ändern. Diese „emanzipatorische Daʿwa“ (daʿwa taḥrīrīya) sei gekommen, um den Menschen, und zwar jeden Menschen, mit dem Himmel zu verbinden. ʿAbd al-Qādir verweist darauf, dass die Mehrheit der klassischen islamischen Rechtsgelehrten der Auffassung war, dass die Grundlage der Beziehung zwischen Islam und Unglauben Krieg sei, Frieden lediglich eine Ausnahmesituation aufgrund eines Notstands darstelle und die Grundlage für diesen Krieg der Unglaube sei. Er selbst sieht jedoch nur dann einen Grund zum Krieg gegen Nichtmuslime gegeben, wenn sie sich der Daʿwa feindselig entgegenstellen. In diesem Fall müsse sie der muslimische Staat „mit Macht und Härte überraschen“. Der Herausgeber der Buchreihe, in der die Kurzversion seines Buches erschien, der syrische Journalist ʿUmar ʿUbaid Hasana, hob in seiner Einführung die Notwendigkeit der Präsenz von muslimischen Minderheiten in den nichtislamischen Ländern für die Daʿwa hervor und verwies auf verschiedene historische Präzedenzfälle, in denen die Migration von Muslimen in nichtislamische Gebiete zur Verbreitung des Islams geführt habe.
Auch al-Qaradāwī hebt die Notwendigkeit der muslimischen Präsenz im Westen hervor. Sie wird von ihm damit begründet, dass die Muslime mit dem Islam eine „globale Botschaft“ hätten und der Westen eine führende Stellung in der Welt einnehme. Wenn es nicht schon eine islamische Präsenz im Westen gäbe, so hätten die Muslime die Pflicht, eine solche Präsenz zu schaffen, damit sie „diesen starken machtvollen Westen nicht allein dem jüdischen Einfluss überlassen“. Bei Betrachtung der Geschichte könne man erkennen, dass individuelle Muslime, Händler, Sufis und andere, die aus ihren Heimatländern in verschiedene Gebiete Asiens und Afrikas auswanderten und sich mit der lokalen Bevölkerung mischten, von großer Bedeutung für die Verbreitung des Islams gewesen seien, weil sie dazu führten, dass in den betreffenden Gebieten die Menschen einzeln oder kollektiv zum Islam konvertierten. Das Minderheiten-Fiqh soll nach al-Qaradawī die muslimische Gemeinschaft dazu befähigen, die Aufgabe der Verkündigung der „globalen Botschaft des Islams“ (risālat al-islām al-ʿālamīya) gegenüber denjenigen wahrzunehmen, mit denen sie zusammenleben, um mit ihnen auf gute Weise das Gespräch zu führen, wie es Sure 16:25 verlangt.

### Neukonzeptionalisierung des geographischen Raums
Alle Verfechter des Minderheiten-Fiqh haben die Gemeinsamkeit, dass sie die Bezeichnung Dār al-harb („Haus des Krieges“) für den Westen ablehnen. Allerdings halten sie an einer Aufteilung des geographischen Raumes fest. Während ʿAbd al-Qādir die islamischen Länder als Dār al-Islām und die nichtislamischen als Dār al-kufr („Haus des Unglaubens“) bezeichnet, meidet al-Qaradāwī auch diesen Begriff und spricht lieber von dem „Unterschied zwischen dem Dār al-Islām und den anderen Gebieten“. Dieser Unterschied ist allerdings so gravierend, dass er alle anderen geographischen Unterschiede wie diejenigen zwischen Stadt und Dorf, Sesshaften und Nomaden oder Nordländern und Südländern in den Schatten stellt, und zwar deswegen, „weil das Dār al-Islām dem Muslim hilft, islamische Gebote und Verbote einzuhalten, während anderen Gebieten dieser Vorteil fehlt.“ Die Zulässigkeit des Aufenthaltes in einem nichtmuslimischen Land, bzw. dem Dār al-kufr, steht für al-Qaradāwī außer Frage, „denn wenn wir das verboten hätten, wie es sich einige Gelehrte denken, dann hätten wir das Tor des Rufs zum Islam und seiner Verbreitung in der Welt verschlossen, und der Islam hätte sich immer nur auf die arabische Halbinsel beschränkt und wäre nie aus ihr herausgekommen.“
Al-ʿAlwānī verwirft die traditionellen islamischen Bezeichnungen für die Aufteilung der Welt vollständig. Dies ergibt sich für ihn aus der Notwendigkeit, das koranische Konzept der Geographie zu übernehmen. Ihm zufolge gehöre die Erde Gott und der Islam sei seine Religion. Infolgedessen sei jedes Land Dār al-Islām, entweder reell in der Gegenwart oder potentiell in der Zukunft. Am Ende seines Buches führt er diesen Gedanken noch weiter aus. Er meint, dass sich die Angehörigen der muslimischen Minderheiten nicht an die historische Fiqh-Terminologie von Dār al-islām und Dār al-kufr gebunden fühlen, sondern von der koranischen Sichtweise ausgehen sollten, die sich in Sure 7:128 („Siehe, die Erde gehört Gott. Er vererbt sie denen seiner Knechte, die er will.“) und Sure 21:105 („Wir schrieben im Psalter, nach der Mahnung, dass meine frommen Knechte die Erde zum Erbe bekommen werden“) zeigt. Deswegen sollten die Muslime ihren Aufenthalt in einem Land auch nicht als zufällig oder vorübergehend betrachten, sondern als dauerhaft und nach und nach anwachsend.
Al-ʿAlwānī ruft in einem eigenen Abschnitt den Muslimen in Erinnerung, dass sie „die beste Umma, die den Menschen hervorgebracht wurde“, sind, wie der Koran in Sure 3:110 sagt. Ihre Vorzugsstellung manifestiere sich darin, dass sie von Gott damit beauftragt seien, die Menschen aus der Dunkelheit ins Licht zu führen. Sie dürften sich deshalb auch nicht auf einen geographischen Raum beschränken, sondern müssten jedes Land als Dār al-Islām betrachten, in dem der Muslim seine Religion sicher leben kann, selbst wenn er unter einer nichtmuslimischen Mehrheit lebt. Das Dār al-kufr sei umgekehrt jedes Land, in dem der Gläubige seine Religion nicht sicher leben könne, selbst wenn alle Bewohner der islamischen Religion und Kultur angehören. Zur Begründung dieser Auffassung verweist al-ʿAlwānī auf eine bei Ibn Hadschar al-ʿAsqalānī zitierte Aussage von al-Māwardī, eines Rechtsgelehrten vornehmlich des 11. Jahrhunderts. Er soll gesagt haben: „Wenn (der Muslim) die Religion in einem der Länder des Dār al-harb offen zeigen kann, dann wird dadurch das Land zum Dār al-Islām. Sich in diesem Land aufzuhalten, ist dann verdienstvoller als von dort abzureisen, weil erwartet werden kann, dass andere zum Islam konvertieren.“
Als Alternative für die geographischen Bezeichnungen Dār al-harb und Dār al-Islām empfiehlt al-ʿAlwānī die Begriffe Dār ad-daʿwa („Haus des Rufs [sc. zum Islam]“) und Dār al-idschāba („Haus der Beantwortung [sc. des Rufs]“). Die Menschen könne man analog gliedern in Ummat ad-daʿwa („Gemeinschaft des Rufs“), d. h. die Nichtmuslime, und Ummat al-idschāba („Gemeinschaft der Beantwortung“), d. h. die Muslime. Schon der persische Gelehrte des 12. Jahrhunderts Fachr ad-Dīn ar-Rāzī soll diese Begriffe verwendet haben.

### Neugestaltung der Beziehung zu den Nichtmuslimen
Ein wichtiges Thema der Abhandlungen zum Minderheiten-Fiqh ist auch die Beziehung zu den Nichtmuslimen. Ausführlich erörtert zum Beispiel ʿAbd al-Qādir die Frage der Loyalität von Muslimen gegenüber Nichtmuslimen. Er weist darauf hin, dass schon immer unter den muslimischen Rechtsgelehrten ein Konsens darüber bestanden habe, dass der Muslim sich nicht an Leben oder Vermögen der Ungläubigen vergreifen dürfe, wenn zwischen ihm und ihnen ein Schutzvertrag bestehe, weil dieser eine gegenseitige Pflicht zur Schutzgewährung nach sich ziehe. Außerdem befasst sich ʿAbd al-Qādir eingehend mit dem koranischen Verbot einer Loyalitätsbeziehung (muwālāt) zu Juden und Christen (Sure 5:51) bzw. mit Ungläubigen (Sure 3:28). Er meint, dass sich dieses Verbot allein auf Hilfe (nuṣra), Gefolgschaft (ittibāʿ), Liebe (ḥubb) und Billigung (riḍā) beschränke. Das Verbot bedeute aber nicht, dass Muslime Ungläubigen keine Wohltaten erweisen dürften. Es sei im Gegenteil durchaus zulässig, sie mit Freundlichkeit zu behandeln, ihnen gegenüber tolerant, gütig, gerecht und gastfreundlich zu sein, mit ihnen Geschenke auszutauschen und in Darlehensbeziehungen zu treten, sie zu besuchen usw. Verboten sei es nur, die Glaubenslehren und religiösen Praktiken der Ungläubigen gutzuheißen. Doch könne der Islam zusammen mit der Religion der Ahl al-kitāb eine Front gegen den Atheismus bilden. Als Beleg dafür, dass Anständigkeit im Umgang mit Nichtmuslimen nicht verboten sei, verweist ʿAbd al-Qādir auf die von Ibn Taimīya überlieferte Aussage: „Es ist niemandem erlaubt, jemanden Unrecht zuzufügen, selbst wenn er ein Ungläubiger ist.“
Nach al-ʿAlwānī sollen die beiden folgenden Koranverse die goldene Regel für die Beziehung der Muslime zu Andersgläubigen bilden: „Gott verbietet euch nicht, freundlich zu sein zu denen, die euch nicht der Religion wegen bekämpften und nicht aus euren Häusern vertrieben, und sie gerecht zu behandeln. Gott verbietet euch nur, diejenigen zum Freund zu nehmen, die euch wegen eurer Religion bekämpften und euch aus euren Häusern vertrieben und anderen bei eurer Vertreibung halfen. Wer sich sie zum Freund nimmt, der gehört zu den Frevlern“ (Sure 60:8–9). Diese beiden Verse definieren nach al-ʿAlwānī die ethische und rechtliche Grundlage, nach der Muslime Andersgläubige behandeln sollen, nämlich Güte und Gerechtigkeit gegenüber jedem, der ihnen nicht die Feindschaft angesagt hat. Alle neu auftretenden Fälle sollen auf dieser Grundlage entschieden werden.
Die heutigen Muslime, die in westlichen Staaten Zuflucht gesucht haben, sieht al-ʿAlwānī in einer ähnlichen Lage wie die ersten Anhänger Mohammeds in Mekka, die vor der Verfolgung durch die Quraisch nach Abessinien auswanderten. Die Gewinnung der Freundschaft anderer Menschen habe ihnen geholfen, ihre Religion zu schützen und ihre Interessen zu wahren. An diesem Beispiel sollten sich die Muslime heute orientieren. Als besonders vorbildlich sieht al-ʿAlwānī die Verhaltensweise von Dschaʿfar ibn Abī Tālib an, der die Verhandlungen mit dem Negus geführt haben soll. Wie berichtet wird, verweigerte er die von ihm verlangte Prosternation vor dem Herrscher, doch konnte er trotzdem dessen Sympathie für die Muslime gewinnen, so dass der Herrscher am Ende zum Islam konvertierte.

### Befürwortung politischer Partizipation
ʿAbd al-Qādir meint, dass Muslime in Staaten, die dem Dār al-kufr angehören, auch politische Ämter übernehmen dürfen. Er verweist zur Begründung auf die Aussage Yūsuf al-Qaradāwīs, dass eine Nichtteilnahme am politischen System dazu führe, dass die Muslime isoliert würden und im Dunkeln blieben. Al-Qaradāwī selbst nennt als eines der Ziele des Minderheiten-Fiqh, dass es zur Ausbildung und Aufklärung der Minderheiten beitragen soll, so dass sie ihre religiösen, kulturellen, sozialen, ökonomischen und politischen Rechte und Freiheiten wahrnehmen können, die in der Verfassung verbrieft sind.
Al-ʿAlwānī betont, dass die Partizipation der muslimischen Minderheiten am politischen Leben des Landes, in dem sie sich aufhalten, nicht ein schlechter Zustand sei, der nach einer Konzession legitimiert werden müsse, sondern die Wahrnehmung einer positiven Pflicht und zivilisatorischen Aktivität. In den Gesellschaften, in denen sie leben, sollten die muslimischen Minderheiten für ihre Rechte einstehen und sich nicht mit Unrecht abgeben. Dies entnimmt al-ʿAlwānī den beiden Koranversen Sure 26:227 und 42:39, in denen diejenigen Gläubigen gelobt werden, die sich selbst helfen, wenn ihnen Unrecht angetan wird.

### Positive Interaktion mit der aufnehmenden Gesellschaft als Ziel
Nach al-Qaradāwī soll das Minderheiten-Fiqh den muslimischen Minderheiten helfen, die „Essenz der islamischen Eigenart“ (ǧauhar aš-šaḫṣīya al-islāmīya) mit ihren Glaubenslehren, kultischen Bräuchen (šaʿāʾir) und Werten zu bewahren, so dass sie imstande sind, ihre Kinder auf ihrer Grundlage aufzuziehen. Die eigentlich schwierige Aufgabe bestehe allerdings darin, das Gleichgewicht zu halten zwischen der Aufrechterhaltung der muslimischen Eigenart auf der einen Seite und dem Streben nach Integration in und Einflussnahme auf die sie umgebende Gesellschaft auf der anderen Seite. Al-Qaradāwī hebt in seinem Buch hervor, dass die muslimische Minderheit sowohl Teil der islamischen Umma als auch Teil der spezifischen Gesellschaft sei, in der sie lebe. Es sei unumgänglich, beide Seiten zu berücksichtigen, „in der Weise, dass wir keiner das Übergewicht über die andere geben und keine auf Kosten der anderen aufblähen.“
Nach al-Qaradāwī lässt sich der Weg der muslimischen Minderheiten im Zeitalter des Islamischen Erwachens in sieben Phasen einteilen: 1. das Erkennen der Identität (aš-šuʿūr bi-l-huwīya), 2. das Aufwachen (al-istīqāẓ), 3. der Aufbruch (taḥarruk), 4. die Sammlung (at-taǧammuʿ), 5. der Aufbau (al-bināʾ), 6. die Niederlassung (at-tauṭīn) und 7. die Interaktion (at-tafāʿul). Die Muslime befänden sich jetzt in dieser letzten Phase der positiven Interaktion mit der aufnehmenden Gesellschaft. Eines der Ziele des Minderheiten-Fiqhs sei es, diese positive Interaktion zu fördern. Es soll der muslimischen Minderheit zu Flexibilität und geregelter Öffnung zu verhelfen, so dass sie sich nicht auf sich selbst zurückziehe und gegenüber der aufnehmenden Gesellschaft abkapsle, sondern eben mit ihr positiv interagiere, in der Weise, dass die Muslime ihr das Beste geben, was sie zu bieten haben, und von dieser Gesellschaft das Beste übernehmen, was sie zu bieten hat. Auf diese Weise soll die islamische Gemeinschaft den schwierigen Ausgleich verwirklichen: „Bewahrung ohne Abschottung“ (muḥāfaẓa bi-lā inġilāq) und „Integration ohne Assimilation“ (indimāǧ bi-lā ḏawabān).
Ansatzweise formuliert diesen Gedanken auch schon al-ʿAlwānī. Er meint, dass die Muslime in positiver Weise an den Mehrheitsgesellschaften partizipieren sollten, auch wenn dies „eine gewisse Höflichkeit in einem Dunkelbereich“ (nauʿ min al-muǧāmala fī nauʿ min al-ġabaš) erfordere, der nicht die Essenz des Glaubens und die Grundlagen der Religion berühre. Unrecht und Sünden, die von Nichtmuslimen begangen werden, sollten den Muslim nicht davon abhalten, an ihren guten Aktivitäten teilzunehmen. In seinem Schlusswort betont er, dass es Pflicht der Muslime sei, in positiver Weise am politischen und sozialen Leben (ihrer Gesellschaften) teilzunehmen, um für ihre Rechte einzustehen, ihre Glaubensbrüder, wo immer sie sind, zu unterstützen, die Wahrheiten des Islams zu übermitteln und die Internationalität des Islams zu verwirklichen.

### Theoretische und methodische Grundlagen für das neue Fiqh
Während die Verfechter des Minderheiten-Fiqh hinsichtlich ihrer Zielsetzung große Gemeinsamkeiten zeigen, weisen ihre Vorstellungen hinsichtlich der theoretischen und methodischen Grundlagen für diese neu zu gründende Disziplin größere Unterschiede auf.

#### Unterschiede im Fiqh-Verständnis
Insbesondere in ihrem Fiqh-Verständnis unterscheiden sich die Verfechter des Minderheiten-Fiqh stark. Nach Midhat Māhir lassen sie sich in zwei Lager teilen: 1. diejenigen, die das Minderheiten-Fiqh im konventionellen Sinn als Wissenschaft der religionsgesetzlichen Normen verstehen; und 2. diejenigen, die es in einem neuen Sinne als „Kenntnis praktischer Lösungen für reelle Probleme“ verstehen. Wichtigster Vertreter des ersten Lagers ist seiner Auffassung nach al-Qaradāwī, wichtigster Vertreter des zweiten Lagers al-ʿAlwānī.
Nach al-Qaradāwī ist das Minderheiten-Fiqh nur ein spezielles Fiqh innerhalb des allgemeinen Fiqh. Es ist seiner Meinung nach deswegen notwendig geworden, weil es in der Gegenwart zu einer gegenseitigen Vermischung der Völker und zu Migrationsprozessen gekommen ist, und sich die verschiedenen Regionen soweit angenähert haben, dass sie „wie ein Land“ sind. Dieses spezielle Fiqh soll eine ähnliche Stellung haben wie andere bereits etablierte Spezialgebiete des Fiqh wie das medizinische, das wirtschaftsbezogene und das politische Fiqh. Gegenüber dem Erbe der islamischen Normenlehre soll das Minderheiten-Fiqh in einem ambivalenten Verhältnis stehen: es beachte dieses zwar, müsse aber in gleichem Maße auch die Verhältnisse, Strömungen und Probleme der Zeit beachten. Es überdecke nicht das Erbe, das durch „geniale Köpfe“ (ʿuqūl ʿabqarīya) in 1400 Jahren geschaffen worden sei, doch versinke es darin auch nicht so sehr, dass es die eigene Zeit mit ihren theoretischen und wissenschaftlichen Strömungen und Problemen vergesse.
Al-ʿAlwānī betont dagegen stärker den Bruch mit der Vergangenheit. Nach seiner Vorstellung darf das Minderheiten-Fiqh nicht in dem heute verbreiteten Sinne als ein Fiqh der rechtspraktischen Anwendungen (furūʿ) verstanden werden. Vielmehr müsse man es in dem allgemeinen Sinn von Fiqh („Verständnis, Erkenntnis“) als etwas verstehen, das sowohl die dogmatischen als auch die praktischen Seiten der Offenbarung einschließe, im Sinne „des größeren Fiqh“ (al-fiqh al-akbar), wie es Abū Hanīfa im 8. Jahrhundert genannt hatte. Derjenige, der sich auf diesem Feld betätige, benötigt seiner Meinung nach nicht nur Wissen über die Scharia, sondern muss sich auch mit einigen Sozialwissenschaften auskennen, insbesondere mit Soziologie, Wirtschaftswissenschaft, Politikwissenschaft und Internationalen Beziehungen. Die Probleme, die sich für die muslimischen Minderheiten stellen, gehen nach al-ʿAlwānī weit über die traditionellen Fragen auf individueller Ebene wie erlaubtes Essen, Halāl-Fleisch, Feststellung des Monatsanfangs und Heirat mit einer Nichtmuslimin hinaus. Sie betreffen Fragen, die mit der „islamischen Identität“ zusammenhängen, nämlich die Botschaft des Islams in seiner neuen Heimat, seine Verbindung mit der islamischen Umma und die Zukunft des Islams jenseits der heutigen Grenzen.
Notwendig für die Entwicklung des Minderheiten-Fiqh ist nach al-ʿAlwānī auch, dass die richtigen Fragen gestellt werden. Das vierte Kapitel seines Buches widmet er dem, was er „die großen Fragen“ (al-asʾila al-kubrā) nennt. Die erste dieser Fragen lautet: „Wie können die Angehörigen der Minderheiten auf die Fragen ‚Wer sind wir?‘ und ‚Was wollen wir?‘ eine präzise Antwort finden, die sowohl ihre spezielle Situation als auch das, was sie mit anderen gemeinsam haben, reflektiert.“ Der Katalog, der 18 Fragen umfasst, zeigt, dass al-ʿAlwānī das Minderheiten-Fiqh nicht als ein simples System zur Beantwortung persönlicher Normenfragen betrachtet, sondern als einen theoretischen Rahmen für die politische und soziale Interaktion zwischen der Mehrheit und den muslimischen Minderheiten in den nichtmuslimischen Ländern sowie innerhalb der muslimischen Minderheit selbst. Am Schluss des Kapitels trifft er die Feststellung, dass „viele von den früheren Fiqh-Bemühungen, die während der Zeit der Großreiche unternommen wurden, bei der Begründung eines zeitgemäßen Minderheiten-Fiqh den Muslimen kaum helfen“ könnten.
Nach al-ʿAlwānīs Meinung ist ein neues Fiqh auch deswegen notwendig, weil die früheren Fiqh-Gelehrten in einer Welt gelebt haben, „die aus getrennten Inseln bestand, zwischen denen keine Koexistenz und Verständigung bestand.“ Aufgrund der damaligen Erfordernisse sei ein „Fiqh des Krieges“ (fiqh al-ḥarb) vorherrschend gewesen, während das, was man heute in einer veränderten Realität benötige, die Konstruktion eines „Fiqh der Koexistenz“ (fiqh at-taʿāyuš) sei. Werke wie Iqtiḍāʾ aṣ-ṣirāt al-mustaqīm von Ibn Taimīya, in denen die Muslime dazu aufgerufen wurden, sich von Juden, Christen und Nichtmuslimen zu unterscheiden, seien die Reaktion auf eine bestimmte Realität gewesen, die sich von der heutigen Realität unterscheide. In der Schlussrede zur englischen Übersetzung seines Buches erklärt al-ʿAlwānī, dass Fiqh-Räte nicht das adäquate Mittel für die Entwicklung des Minderheiten-Fiqh seien, weil sie nur alte Fatwas in einer modernen Sprache reproduzierten.
ʿUdschail an-Naschamī, der einen kritischen Kommentar zu al-ʿAlwānīs Programmschrift verfasst hat, wirft darin diesem vor, theoretische Prinzipien und praktische Regeln im Fiqh al-aqallīyāt durcheinanderzuwerfen. Während das Minderheiten-Fiqh praktische Regeln (aḥkām) benötige, beanspruche al-ʿAlwānī, „das größere Fiqh“ (al-Fiqh al-akbar) wiederzubeleben, das aber nur theoretische Prinzipien generiere. An-Naschamī bezweifelte in seinem Kommentar auch, dass der Begriff Fiqh al-aqallīyāt eine „genaue Bezeichnung“ sei, wie al-ʿAlwānī behauptet hatte, und schlug als Alternative „Grundlagen der Jurisprudenz der Koexistenz“ (uṣūl fiqh at-taʿāyuš) vor.

#### Die Notwendigkeit eines neuen Idschtihād
Die Fragen, die sich für die muslimischen Minderheiten stellen, können nach Vorstellung al-ʿAlwānīs nur durch einen neuen Idschtihād gelöst werden. Das ererbte Fiqh mit seinen Regeln für den Umgang mit Nichtmuslimen sei sehr eng mit der historischen Realität, in der es entstanden ist, verknüpft, so dass es für anders geartete historische Situationen nicht brauchbar sei. Für al-ʿAlwānī ist Idschtihād keine Aktivität, die sich auf den Bereich der normenwissenschaftlichen Produktion erstreckt, sondern ein intellektueller Zustand, der den Menschen zum methodischen Denken entsprechend logischer Regeln führt. Ähnlich äußert sich ʿAtīya. Seiner Auffassung nach sind die Fiqh-Schriften nur menschliche Bemühungen ohne religionsgesetzliche Verbindlichkeit, zumal sie nur eine Antwort auf bestimmte Zeitumstände waren, die sich von den heutigen unterscheiden. Notwendig seien neue Idschtihād-Bemühungen, „die unsere Umstände berücksichtigen und die neu hinzugetretenen Dinge behandeln.“
Auch al-Qaradāwī sieht die Notwendigkeit eines neuen Idschtihād. So nennt er als eines der Ziele des Minderheiten-Fiqh, dass dieses die Fragen, die sich für die muslimischen Minderheiten in den nichtmuslimischen Gesellschaften stellen, beantwortet, „und zwar im Rahmen eines neuen auf die Scharia gegründeten Idschtihād vor Ort durch Menschen, die Teil dieser Gesellschaften sind.“ Außerdem erwähnt er unter den neuen Grundpfeilern, auf die sich das Minderheiten-Fiqh stützt, an erster Stelle den „soliden zeitgemäßen Idschtihād“ (iǧtihād muʿāṣir qawīm). Idschtihād ist nach al-Qaradāwī eine Pflicht, die die Religion auferlegt, weil allein er gewährleistet, dass die Scharia zu allen Zeiten und allen Orten angewandt werden kann.
Al-Qaradāwī unterscheidet beim Idschtihād zwei Arten, nämlich den „abwägenden selektiven“ (tarǧīḥī intiqāʾī) und den „originellen schöpferischen“ (ibdāʿī inšāʾī) Idschtihād. Bei ersterem studiere der Fiqh-Gelehrte das reiche Erbe an Lehrmeinungen früherer Rechtsgelehrter und wähle aus, was zur Verwirklichung der Zwecke der Scharia und Interessen der Menschen am besten geeignet erscheint, letzterer soll bei neu auftretenden Fragen des Lebens zur Anwendung kommen, auf die das klassische Fiqh keine Antwort gibt. Wenn schon das Fiqh ganz allgemein den Idschtihād in seinen beiden Formen benötige, so sei das Minderheiten-Fiqh wegen der besonderen Umstände, unter denen die Minderheiten leben, noch stärker darauf angewiesen. Der Idschtihād ist nach al-Qaradāwīs Auffassung Teil der „Erneuerung“ (taǧdīd), auf den der Hadith hinweist, demzufolge Gott der Umma zu Beginn eines jeden Jahrhunderts einen Erneuerer der Religion schicke. Die Erneuerung der Religion solle die Erneuerung ihres Fiqh und ihres Verständnisses einschließen, die wiederum nur mit einem soliden zeitgemäßen Idschtihād möglich sei.

#### Die Rolle der Maqāsid-Theorie
Wenn sich eine Frage erhebt, die mit dem Minderheiten-Fiqh zusammenhängt, dann ist es nach al-ʿAlwānī notwendig, den Hintergrund der Frage und des Fragenden und die sozialen Faktoren zu erforschen, die die Frage hervorgebracht haben, um sie dann unter Berücksichtigung der grundlegenden maqāṣid aš-šarīʿa zu behandeln. Die maqāṣid aš-šarīʿa sind ein Konzept der neueren islamischen Rechtstheorie, das davon ausgeht, dass es eine bestimmte Anzahl von universalen Maqāsid („Zwecke, Ziele, Absichten“) gibt, auf die sich alle Einzelbestimmungen der Scharia, also der islamischen Normenlehre, zurückführen lassen. Üblicherweise werden die Zwecke Bewahrung von Leben, Religion, Familie, Vernunft und Eigentum genannt. Al-ʿAlwānī plädiert dafür, dass die Fiqh-Gelehrten die Liste der anerkannten Scharia-Zwecke entsprechend den Notwendigkeiten und Prioritäten der islamischen Gemeinschaft erweitern sollten.
Neben den Maqāsid der Scharia empfiehlt al-ʿAlwānī für die Entwicklung von Regeln für das Minderheiten-Fiqh eine Orientierung an den „Maqāsid des Korans“ (maqāṣid al-qurʾān). Diese sind ein spezielles Konzept seines eigenen Denksystems. Um diese Zwecke aufzudecken, ist es erforderlich, Idschtihād zu treiben in Form einer „Kombination der beiden Lektüren“ (ǧamʿ baina al-qirāʾatain), der „Lektüre, die beim Verständnis des Daseins und der Entdeckung seiner Gesetzmäßigkeiten die Offenbarung zum Begleiter nimmt“, und der „Lektüre, die beim Verständnis der geoffenbarten Verse die Gesetzmäßigkeiten des Daseins zum Begleiter nimmt“. Sobald man die Operation der „Kombination der beiden Lektüren“ durchführe, finde man, dass die drei höchsten Werte, auf die die beiden Bücher, nämlich das schriftlich fixierte (= der Koran) und das erschaffene (= die Natur), hinwiesen, der Tauhīd, die Läuterung (tazkīya) und die Zivilisation (ʿumrān) seien. In diesen Werten spiegelten sich die Zwecke, die Gott mit seiner Schöpfung verfolge. Dies seien die ursprünglichen Werte des Islams gewesen, bevor Rechtsgelehrte kamen, die von griechischer Logik und Philosophie beeinflusst waren, und sagten, dass dies oder das wāǧib bzw. farḍ (‚obligatorisch‘) sei, mandūb bzw. mustaḥabb (‚erwünscht‘) oder harām bzw. maḥẓūr (‚verboten‘), bevor also die Kategorien zur Beurteilung menschlicher Handlungen eingeführt wurden.
Bei al-Qaradāwī ist die Ausrichtung an den Maqāsid der Scharia nicht ganz so stark ausgeprägt. Zwar soll sich der Fiqh-Gelehrte beim selektiven Idschtihād an ihnen orientieren, doch meint al-Qaradāwī, dass das Minderheiten-Fiqh einen Ausgleich zwischen den partikularen Quellentexten der Scharia und ihren universalen Zielen herstellen müsse.

#### Die Quellen des Minderheiten-Fiqh
Um eine Ausrichtung an den „Zwecken des Korans“ (maqāṣid al-qurʾān) zu gewährleisten, müssen nach al-ʿAlwānī verschiedene Prinzipien eingehalten werden, wie zum Beispiel die Anerkennung von beherrschender Stellung und Vorrang des Korans als dem Richter über alles andere einschließlich der Hadithe und religiösen Traditionen. Wenn dann der Koran eine allgemeine Regel aufstelle, wie zum Beispiel das Prinzip der „Güte und Gerechtigkeit“ (al-birr wa-l-qisṭ) in der Beziehung mit den Nichtmuslimen, und Hadithe existieren, die scheinbar im Widerspruch dazu stehen, dann habe man sich am Koran zu orientieren und die Hadithe nach Möglichkeit in der Weise auszulegen, dass sie der Lehre des Korans entsprechen. Allgemein misst al-ʿAlwānī der prophetischen Sunna nur die Rolle einer untergeordneten Hilfsnorm zu: „Die Sunna dreht sich um den Koran und steht mit ihm in Verbindung, hat aber nie Vorrang vor ihm.“
In etwas abgeschwächter Form vertritt diese Auffassung auch al-Qaradāwī. Er meint, dass die Quellen des Minderheiten-Fiqh die gleichen sein sollten wie beim Fiqh allgemein, wobei allerdings das Minderheiten-Fiqh innovative Positionen (wiqfāt taǧdīdīya) gegenüber diesen Quellen einnehmen müsse. Zu den Quellen gehörten zunächst einmal der Koran, „Vater aller Gesetze und Vorschriften“, dann die Sunna, bei der zu beachten sei, dass nicht alles darin für Gesetzgebung geeignet sei. Einige Hadithe seien zwar richtig, jedoch interpretationsbedürftig wie der Hadith: „Grüßt Juden und Christen nicht als erste. Und wenn ihr sie auf der Straße antrefft, dann drängt sie an den engsten Punkt.“ Er widerspreche den Koranworten, die den Gläubigen erlauben, zu Nichtmuslimen freundlich zu sein (Sure 60:8), und sie dazu auffordern, diejenigen zu grüßen, die sie grüßen (Sure 4:86). Man müsse also diesen Hadith in der Weise interpretieren, dass er sich nur auf diejenigen bezieht, die die Muslime bekämpfen, nicht aber auf diejenigen, die mit ihnen Frieden schließen.
Nach al-Qaradāwīs Auffassung sollen neben Koran und Sunna aber auch Konsens und der Analogieschluss bei der Rechtsfindung Anwendung finden, darüber hinaus auch verschiedene sekundäre Quellen wie die Erwägung des Nutzens (istiṣlāḥ) und das Gewohnheitsrecht. Unter den neun Grundpfeilern des Minderheiten-Fiqh nennt al-Qaradāwī außerdem die Berücksichtigung der Islamischen Rechtsmaximen. Er zählt in dem betreffenden Abschnitt insgesamt vierzig solcher Rechtsmaximen auf.

#### Beachtung der Lebensrealität der Minderheiten

Al-Qaradāwī meinte, dass man bei der Erstellung von Fatwas die Zahlenstärke der jeweiligen Minderheit berücksichtigen müsse. Hier eine Karte der muslimischen Minderheiten in Europa nach Bevölkerungsanteil (2011)
<1 %
1 %–2 %
2 %–4 %
4 %–5 %
5 %–10 %
10 %–20 %
20 %–30 %
30 %–40 %

Das Minderheiten-Fiqh ist nach al-ʿAlwānīs Definition „ein spezifisches Fiqh, das die Gebundenheit der rechtlichen Beurteilung an die Lebensumstände der betreffenden Gemeinschaft und an den Ort, an dem sie lebt, berücksichtigt“. Es sei das Fiqh einer fest umschlossenen Gemeinschaft mit besonderen Lebensumständen und speziellen Bedürfnissen. Was für sie tauglich sei, tauge nicht unbedingt für andere Gemeinschaften. Unter den Regeln für die Entwicklung des Minderheiten-Fiqh nennt er die „genaue Prüfung der Lebensrealität“. Solange diese Realität mit all ihren Komponenten nicht verstanden sei, sei es unmöglich, das Fiqh-Problem in der Weise zu formulieren, dass diesbezüglich erfolgreich der Koran befragt werden könne. Außerdem betont er, dass das Fiqh immer an der praktischen Realität ausgetestet werden müsse. Der Prozess der Erschließung der Regeln und der Fatwa-Erteilung muss nach al-ʿAlwānī zu einem fortwährenden Streit zwischen Fiqh und Realität werden. Die Realität soll dabei ein Laboratorium werden, das den Muslimen aufzeigt, wie tauglich die jeweilige Fatwa ist.
Auch al-Qaradāwī betont diesen Punkt. Den meisten muslimischen Gelehrten, so meint er, seien die wahre Situation und das Leiden der muslimischen Minderheiten in der nichtmuslimischen Gesellschaft nicht bewusst; es reiche aber nicht aus, ihnen Fatwas aufgrund der klassischen Fiqh-Bücher zu erteilen, ohne ihre Lebenswirklichkeit zu kennen und ihre Nöte und Bedürfnisse in ausreichendem Maße zu studieren. Der zeitgemäße Idschtihād kann seiner Auffassung nach nur dann seine Aufgabe erfüllen, wenn der Rechtsgelehrte Interesse an der Lebenswirklichkeit (al-wāqiʿ al-muʿaiyaš) hat und zum Verständnis der Texte und Argumente das Verständnis der Lebenswirklichkeit hinzufügt. So wie ein Arzt nur dann ein Gegenmittel verabreichen kann, wenn er zuvor durch genaue Beobachtung des Kranken die Krankheit vollständig verstanden hat, müsse der Mufti, der Erteiler von islamischen Rechtsgutachten, für die Durchführung eines erfolgreichen zeitgemäßen Idschtihād neben dem Gesetz Gottes die Lebenswirklichkeit der jeweiligen Minderheit kennen. Deswegen sei es eine Pflicht des Mufti, die Realität der Minderheit zu studieren, für die er Fatwas erstellt. Hierbei müsse er auch berücksichtigen, dass sich die Minderheiten stark voneinander unterscheiden. Große Unterschiede bestünden zum Beispiel zwischen zugewanderten und alteingesessenen Minderheiten, zwischen unterdrückten und einflussreichen Minderheiten, zwischen zahlenmäßig kleinen und großen Minderheiten, zwischen solchen in freiheitlichen Rechtsstaaten und solchen, die in Diktaturen leben sowie zwischen zersplitterten und gut organisierten Minderheiten.
Am Anfang seines Buches gibt al-Qaradāwī einen Überblick über die verschiedenen muslimischen Minderheiten in Ost und West. Grundsätzlich, so meint er, muss das Minderheiten-Fiqh die Probleme der Menschen nicht aus einem idealistischen, sondern einem realistischen Blickwinkel betrachten.

#### Berücksichtigung von Zwangslagen und Bedürfnissen
Schon Nuh Ha Mim Keller, der 1995 mit al-ʿAlwānī über das Minderheiten-Fiqh diskutierte, betonte darin die Bedeutung des Prinzips der Darūra, das besagt, dass Muslime, die sich in einer Schwächeposition befinden, Ausnahmeregeln im Fiqh in Anspruch nehmen können. Eine zentrale Bedeutung hat dieses Prinzip in der Theorie al-Qaradāwīs. Die Anerkennung menschlicher Notwendigkeiten (ḍarūrāt) und Bedürfnisse (ḥāǧāt) gehört bei ihm zu den neun Grundpfeilern, die das Minderheiten-Fiqh berücksichtigen müsse. Er sieht dieses Prinzip schon in der Scharia selbst angelegt, weil diese für Zwangslagen Ausnahmen von den Verboten vorsehe. Als Beispiel dient ihm Sure 2:173, in der ausgesprochen wird, dass Gläubige, die verbotene Speisen gezwungenermaßen essen, keine Sünde begehen. Zur Realitätsorientierung der Scharia gehört seiner Auffassung nach, dass sie das Bedürfnis (ḥāǧa) in einigen Fällen der Zwangslage gleichstellt. Die Anerkennung des Bedürfnisses als Grund für die Erleichterung von Vorschriften ist seiner Auffassung nach auch in der Sunna belegt, weil es die Überlieferung gibt, dass Mohammed seinen beiden Gefährten ʿAbd ar-Rahmān ibn ʿAuf und az-Zubair ibn al-ʿAuwām, die aufgrund der Beschaffenheit ihrer Gewänder unter Juckreiz litten, gestattete, seidene Kleidung zu tragen, obwohl er dies vorher allgemein den Männern verboten hatte.
Bei an-Naddschār gehört der Grundsatz, dass Zwangslagen verbotene Dinge erlaubt machen, zu den drei rechtstheoretischen Regeln, an denen sich das Minderheiten-Fiqh orientieren soll. Er meint, dass dieser Grundsatz deswegen im Minderheiten-Fiqh angewandt werden dürfe, weil die Muslime in Europa positivem Recht unterworfen sind, das in vielen Fällen der Scharia zuwiderläuft.
Al-ʿAlwānī dagegen stand diesem Konzept eher skeptisch gegenüber. In seinem Buch äußerte er, dass es nicht das Ziel des Minderheiten-Fiqh sei, den Minderheiten Konzessionen zuzugestehen, in deren Genuss die islamischen Mehrheiten nicht kommen. Vielmehr sollten durch dieses Fiqh die Minderheiten zu exemplarischen Modellen gemacht werden, die die islamische Umma in den Ländern, in denen sie leben, repräsentieren. Insofern stelle es ein Fiqh der „Elite“ und der rigorosen Pflichtenauslegungen (ʿazāʾim) dar. Die Fragen, die sich für die muslimischen Minderheiten stellen, mit der Maxime beantworten zu wollen, dass Zwangslagen verbotene Dinge erlaubt machen, habe eine schädliche Wirkung für ihre „islamische Eigenart“. Auch diesen Punkt hat ʿUdschail an-Naschamī in seinem Kommentar kritisiert. Er wirft al-ʿAlwānī vor, den Minderheiten das Leben schwerer machen zu wollen als nötig, indem er ihnen legitime Möglichkeiten zur Erleichterung der islamischen Normen entzieht.

#### Das Prinzip der Erleichterung bei al-Qaradāwī
Die starke Berücksichtigung von Zwangslagen und Bedürfnissen der Muslime steht bei al-Qaradāwī in einem funktionalen Zusammenhang. Das Minderheiten-Fiqh hat nämlich seiner Auffassung nach das primäre Ziel, den muslimischen Minderheiten zu helfen, und zwar sowohl den Einzelnen, als auch den Familien und verschiedenen Gemeinschaften, mit ihrem Islam „ein unbeschwertes Leben“ (ḥayāh muyassara) zu führen. Die Übernahme des Prinzips der Erleichterung (manhaǧ at-taisīr) gehört für al-Qaradāwī auch zu den Grundpfeilern des Minderheiten-Fiqh. Dieses Prinzip leitet al-Qaradāwī aus verschiedenen Koranversen (u. a. Sure 2:185, 4:28) her sowie aus der Überlieferung, wonach Mohammed seine Gefährten aufgefordert hat, die Dinge zu erleichtern und nicht zu erschweren (yassirū wa-lā tuʿassirū). Von den Prophetengefährten sei dieses Prinzip noch gelebt worden, aber in den folgenden Generationen immer mehr verlorengegangen. Dadurch seien erneut Belastungen für die Menschen entstanden, für deren Beseitigung der Prophet eigentlich entsandt worden sei.
Das Prinzip der Erleichterung ist nach al-Qaradāwī insbesondere im Zusammenhang mit der Regel der „Änderung der Fatwa entsprechend den veränderten Erfordernissen“ (taġaiyur al-fatwā bi-taġaiyur mūǧibāti-hā) zu beachten, die seiner Auffassung nach auf die eine oder andere Weise in allen Rechtsschulen vertreten werde. Hierzu merkt er an, dass die größte Änderung, die durch einen Ortswechsel herbeigeführt werden könne, der Unterschied zwischen Dār al-Islām und den anderen Gebieten sei, weil das Dār al-Islām dem Muslim helfe, islamische Gebote und Verbote einzuhalten, während anderen Gebieten dieser Vorteil fehle. Deswegen sei im Dār al-Islām die Unkenntnis der religiösen Vorschriften unentschuldbar, während sie außerhalb des Dār al-Islām beim Unwissenden ein Entschuldigungsgrund sein könne. Grundsätzlich sei ein Muslim in einer nichtislamischen Gesellschaft schwächer und bedürfe deswegen eines höheren Maßes der Erleichterung.
Um das Prinzip der Erleichterung zu verwirklichen, ist nach al-Qaradāwī auch eine Befreiung von der Madhhab-Bindung (at-taḥarrur min al-iltizām al-maḏhabī) notwendig. Der zeitgemäße Mufti soll nach Vorstellung al-Qaradāwīs die Menschen aus dem „Gefängnis des bedrängenden Madhhab-Wesens in den weiten Hof der Scharia herausführen“, die neben den acht Madhhabs, die noch befolgt werden, auch solche Madhhabs einschließt, die untergegangen sind, Lehrmeinungen von Imamen, die keinen Madhhab begründet haben, und darüber hinaus auch die Lehrmeinungen der Gelehrten unter den Prophetengefährten. Mit der Bindung an eine Rechtsschule haben sich die Menschen nach al-Qaradāwī das Leben unnötig schwer gemacht, während Gott es ihnen leicht machen wollte.

### Ein Fiqh nicht nur für muslimische Minderheiten: der Gegenentwurf ʿAtīyas
Fast alle Studien zum Fiqh al-aqallīyāt sind dadurch gekennzeichnet, dass sie den Minderheitenbegriff auf die muslimischen Minderheiten beschränken. Die einzige Ausnahme bildet das Buch Hin zu einem neuen Minderheiten-Fiqh von Dschamāl ad-Dīn ʿAtīya. Es befasst sich nicht nur mit den muslimischen Minderheiten außerhalb der islamischen Länder und den nichtmuslimischen Minderheiten innerhalb der islamischen Länder, sondern mit religiösen, ethnischen, sprachlichen und kulturellen Minderheiten ganz allgemein und dem global verbreiteten Problem des Chauvinismus gegenüber Minderheiten und ihrer Diskriminierung. Nach ʿAtīyas Auffassung können diese Probleme nur mit Hilfe internationaler Abkommen gelöst werden. Er misst solchen Abkommen wie den religiösen Texten „absolute Autorität“ (marǧiʿīya muṭlaqa) zu. Deswegen sieht er es als eine der wichtigsten Pflichten der islamischen Staaten an, dass sie sich an die internationalen Abkommen halten, denen sie sich angeschlossen haben. Er verweist in diesem Zusammenhang auf die Koranworte in Sure 5:1 und Sure 2:177, die zur Einhaltung der Verträge aufrufen.
Ein weiteres Prinzip, das ʿAtīya beim Minderheiten-Fiqh beachtet wissen will, ist das der Reziprozität, das seiner Auffassung nach nicht nur im Internationalen Recht, sondern auch in der Scharia verankert sei. Dieses Prinzip erlege den Muslimen auf, bei jeder Minderheitenfrage nichtmuslimische Minderheiten in den islamischen Ländern und muslimische Minderheiten in den nichtislamischen Ländern in ein Verhältnis zu setzen und dann mit dem gleichen Maß zu messen. ʿAtīya meint allerdings, dass die Reziprozität auf islamischer Seite an das gebunden werden muss, was tugendhaft ist. Wenn zum Beispiel die Feinde die Ehre der Frauen der Muslime verletzen, dann sollten die Muslime umgekehrt nicht die Ehre ihrer Frauen verletzen. Wenn sie die Frauen und Kinder töten, dann sollten die Muslime nicht das Gleiche tun. Wenn sie Kriegsgefangene zu Tode hungern, dann sollten es ihnen die Muslime nicht mit gleicher Münze heimzahlen.
ʿAtīya betont, dass für die Suche nach gerechten Lösungen ein ganzheitlicher Blick notwendig sei. Man müsse die Menschen so behandeln, wie man selbst von ihnen behandelt werden wolle, und dürfe nicht mit zweierlei Maß messen, je nachdem, ob man zur Mehrheit oder Minderheit gehöre. Aus diesem Grund lehne er auch solche Konzeptionen ab, die alleine auf die Forderungen der muslimischen Minderheiten gegründet sind, ohne die Forderungen der nichtmuslimischen Minderheiten zu betrachten. Als Negativbeispiel verweist er hier auf das Buch zum Minderheiten-Fiqh von Tāhā al-ʿAlwānī.

## Anwendungsbeispiele
Al-Qaradāwī bietet im zweiten Teil seines Buches eine Anzahl von Fatwas als Anwendungsbeispiele für das Fiqh al-aqallīyāt. Eine weitere Sammlung von Fällen findet sich im dritten Teil seines Buches „Von der Rechtleitung des Islams. Zeitgemäße Fatwas“ (Min hady al-Islām. Fatāwā muʿāṣira). In den folgenden Abschnitten wird eine Auswahl besonders bekannter und viel diskutierter Fatwas, die dem Fiqh al-aqallīyāt zugerechnet werden, vorgestellt:

### Ist eine Annäherung zwischen den Religionen zulässig?
Die erste Fatwa in al-Qaradāwīs Buch zum Fiqh al-aqallīyāt ist der Frage gewidmet, ob eine Annäherung zwischen den Religionen, insbesondere zwischen Islam und Christentum, zulässig ist. Er beginnt seine Ausführungen zu dieser Frage mit dem Hinweis, dass der Begriff „Annäherung zwischen den Religionen“ für unterschiedliche Sachverhalte verwendet werde, von denen einige abzulehnen, andere dagegen zulässig seien. Abzulehnen sei eine Auflösung der fundamentalen Unterschiede zwischen den verschiedenen Religionen, wie zum Beispiel zwischen dem Tauhīd im Islam und der Dreifaltigkeit im Christentum sowie zwischen dem transzendentalen Gottesbild (tanzīh) im Islam und dem anthropomorphen Gottesbild (tašbīh) im Judentum. Hierzu gehöre auch die unterschiedliche Sicht auf Jesus Christus bei Muslimen und Christen. Ein weiterer fundamentaler Unterschied zwischen Muslimen und Ahl al-kitāb bestehe darin, dass der Koran, das heilige Buch der Muslime, vor jeder Veränderung bewahrt worden sei, während bei Tora und Evangelium erwiesen sei, dass sie verfälscht wurden.
Zu den zulässigen Formen der Annäherung zwischen den Religionen zählt al-Qaradāwī das „Gespräch auf gute Weise“ (al-ḥiwār bi-llatī hiya aḥsan). Zu einem solchen Streit mit den Gegnern auf gute Weise seien die Muslime sogar verpflichtet, weil es ein Mittel zur Daʿwa sei, wie es der Koran in Sure 16:125 sage: „Rufe auf zum Wege deines Herrn mit Weisheit und mit schöner Predigt und streite mit ihnen auf gute Weise“. Auch die Zusammenarbeit bei der Bekämpfung von Atheismus und Libertinismus sei erwünscht. Als ein Beispiel, dass ein vereintes Handeln von Muslimen und Christen erfolgreich sein kann, führt er das koordinierte Vorgehen der Azhar (Ägypten), der Islamischen Weltliga und des Vatikans auf der Weltbevölkerungskonferenz 1994 in Kairo und auf der Weltfrauenkonferenz 1995 in Peking an. Ein weiteres gemeinsames Betätigungsfeld könne der Kampf um Gerechtigkeit für unterdrückte Völker sein. Schließlich sieht al-Qaradāwī auch die Möglichkeit eines gemeinsamen Vorgehens für die Verbreitung des Geistes der Toleranz gegen den Fanatismus.

### Ehe eines Muslims mit einer Nichtmuslimin
Al-Qaradāwī weist darauf hin, dass es grundsätzlich zulässig sei, wenn ein Muslim eine Frau von den Ahl al-kitāb heiratet. Verboten sei nur die Ehe mit einer Polytheistin, einer Atheistin, einer Angehörigen der Bahai oder einer Apostatin. Die prinzipielle Erlaubnis hinsichtlich der Ehe mit einer Frau von den Ahl al-kitāb schränkt al-Qaradāwī allerdings insofern deutlich ein, als er vier dabei einzuhaltende Bedingungen nennt:
1. Die Frau muss gläubig sein. Es reicht also nicht aus, dass sie nur aus einem christlichen Elternhaus kommt.
2. Die Frau muss keusch sein, eine Eigenschaft, die in den heutigen westlichen Gesellschaften nur selten zu finden sei.
3. Die Frau darf nicht zu einem Volk gehören, das den Muslimen feindlich gesinnt ist und sie bekämpft. Hieraus leitet al-Qaradāwī ab, dass ein Muslim in der Gegenwart keine Jüdin heiraten dürfe, weil „jede Jüdin in ihrem Geiste Soldatin in der israelischen Armee“ sei.[151]
4. Aus der Ehe darf kein Schaden oder Zwist erwachsen. Wenn sich zum Beispiel unter der betreffenden muslimischen Minderheit Ehen mit Nichtmusliminnen stark verbreiteten, erforderten Logik und Geist der Scharia das Verbot solcher Ehen, weil sonst muslimische Frauen keine muslimischen Ehemänner mehr fänden. Da außerdem die Gefahr bestehe, dass eine nichtmuslimische Ehefrau das Ehe- und Familienleben kulturell dominiere und die gemeinsamen Kinder im Sinne ihrer eigenen Werte erziehe, müsse sichergestellt werden, dass die Ehefrau, wenn sie schon nicht den islamischen Glauben annimmt, so doch die sozialen Traditionen und Bräuche des Islams annehme.[152]

Aufgrund der von ihm angenommenen Gefahren für die muslimische Familie gelangt al-Qaradāwī zu der Auffassung, dass in der Gegenwart die Ehe mit Nichtmusliminnen verboten werden sollte. Eine solche Ehe sei nur dann erlaubt, wenn eine „zwingende Notwendigkeit“ oder ein „dringendes Bedürfnis“ bestehe.

### Fall der Frau, die ohne ihren Ehemann zum Islam konvertiert
Al-Qaradāwī erörtert auch die Frage, ob eine verheiratete Frau, die zum Islam konvertiert, während ihr Ehemann Nichtmuslim bleibt, sich von diesem scheiden lassen muss. Die Frage ist aus seiner Sicht deswegen bedeutsam, weil eine derartige Regel, wie sie von vielen islamischen Rechtsgelehrten propagiert wird, verheiratete Frauen davon abhalten kann, zum Islam zu konvertieren. Zu Beginn seiner Erörterung listet al-Qaradāwī neun verschiedenen Meinungen klassischer Rechtsgelehrter zu dieser Frage auf, die er in dem Werk Aḥkām ahl aḏ-ḏimma von Ibn Qaiyim al-Dschauzīya gefunden hat. In den ersten fünf Ansichten wird die sofortige oder spätere Trennung der Ehegatten gefordert, während die zweite Gruppe von Meinungen eine Aufrechterhaltung der Ehe favorisiert. Die sechste Meinung gesteht der Frau die Möglichkeit zu, darauf zu warten und zu hoffen, dass ihr Mann ebenfalls konvertiert, selbst wenn dies Jahre dauert. Sie stützt sich auf die Überlieferung, wonach ʿUmar ibn al-Chattāb einer konvertierenden Frau die Wahl ließ, bei ihrem christlich verbliebenen Mann zu bleiben oder ihn zu verlassen. Die siebte Meinung, die auf ʿAlī ibn Abī Tālib zurückgeführt wird, besagt, dass der Mann, selbst wenn er Nichtmuslim bleibt, das Recht auf seine Ehefrau behält, solange sie nicht auswandert. Nach der achten Meinung bleibt die Ehe bestehen, sofern der Imam oder der Qādī sie nicht trennt. Die letzte Meinung besagt, dass die Frau weiter seine Ehefrau bleibt und dass alle Rechte und Pflichten mit Ausnahme der sexuellen Beziehung weiter bestehen.
Ibn al-Qaiyim hatte sich selbst bei der Erörterung dieser Frage für die sechste Meinung entschieden. Al-Qaradāwī kritisiert Ibn al-Qaiyim dafür, in seiner Erörterung nicht alle neun Meinungen ausreichend behandelt, sondern sich allein auf diese sechste Meinung beschränkt zu haben. Er selbst macht sich für die siebte Lehrmeinung stark, die auf ʿAlī ibn Abī Tālib zurückgeführt wird. Seiner Auffassung nach stellt sie eine Spezifizierung für die koranische Vorschrift in Sure 60:10 dar. Dort heißt es: „O ihr, die ihr glaubt! Wenn gläubige Frauen als Ausgewanderte zu euch kommen, so prüft sie! Gott kennt ihren Glauben sehr genau. Wenn ihr sie dann als Gläubige anerkennt, so schickt sie nicht zu den Ungläubigen zurück. Sie sind den Ungläubigen nicht erlaubt und die Ungläubigen ihnen nicht.“ Nach ʿAlīs Auffassung, so erklärt al-Qaradāwī, sollte diese Regel nur für Frauen gelten, die ihre Ehemänner verlassen hatten und zu den Muslimen ausgewandert waren, nicht jedoch für Frauen, die bei ihren Ehemännern verblieben waren.
Da auch ʿUmar ibn al-Chattāb eine zum Islam konvertierte Ehefrau vor die Wahl gestellt hatte, bei ihrem christlich gebliebenen Ehemann zu verbleiben, sieht es al-Qaradāwī als erwiesen an, dass auch heutige Islam-Konvertitinnen bei ihren nichtmuslimischen Ehemännern bleiben dürfen. Dies soll für sie eine „große Erleichterung“ (taisīr ʿaẓīm) sein. Al-Qaradāwī beschreibt seine Entscheidung für die siebte der von Ibn al-Qaiyim überlieferten Lehrmeinungen an anderer Stelle als „selektiven, abwägenden Idschtihād“.

### Darf ein Muslim von einem Nichtmuslim erben?
Die vier sunnitischen Rechtsschulen verbieten dies eigentlich, aufgrund eines überlieferten Prophetenworts, wonach weder ein Muslim von einem Kāfir erbt, noch umgekehrt ein Kāfir von einem Muslim. Diese Regel beeinträchtigt nach der Auffassung al-Qaradāwīs die finanziellen Möglichkeiten westlicher Islam-Konvertiten, deren Eltern nicht konvertieren, und steht somit Konversionen zum Islam im Wege. Aufgrund dessen empfiehlt er, sich über den bestehenden Gelehrtenkonsens hinwegzusetzen und sich am Konzept des allgemeinen Interesses (maṣlaḥa) zu orientieren. Da es ein Interesse daran gebe, potentiellen Islam-Konvertiten die Konversion zu erleichtern, müsse man die Erbschaft eines Muslims von einem Nichtmuslim erlauben.

### Adoption eines Kindes
Dieser Fall wurde von dem mauretanischen Gelehrten Muhammad Al-Mukhtar Al-Shinqiti (geb. 1966), Direktor des Islamic Center of South Plains in Lubbock (Texas), entschieden. Al-Shinqiti urteilte 2005 in einer Fatwa, dass Muslime, die in nichtmuslimischen Ländern leben und ein Kind adoptieren wollen, diesem den eigenen Familiennamen geben dürfen, obwohl das nach Sure 33:5 eigentlich verboten ist. Diese Ausnahme begründete er damit, dass hier eine Zwangslage vorliege, weil Eltern, die ihren Adoptivkindern nicht den eigenen Familiennamen geben, in nichtmuslimischen Ländern auf viele rechtliche Schwierigkeiten stoßen.

### Beglückwünschung der Ahl al-kitāb zu ihren Festen
Al-Qaradāwī befasst sich in seinem Buch auch mit der Frage eines in Deutschland lebenden muslimischen Studenten, ob es Muslimen erlaubt sei, Angehörigen der Ahl al-kitāb zu ihren Festen zu gratulieren. In seiner Antwort verweist al-Qaradāwī auf Sure 60:8–9, wonach Gott den Gläubigen nicht verbietet, zu denjenigen freundlich zu sein, die sie nicht bekämpfen. Hieraus könne man schließen, dass es den Muslimen nicht verboten ist, mit den Ahl al-kitāb Geschenke und Grüße zu Feierlichkeiten auszutauschen, solange diese keine Symbole der anderen Religion wie etwa das Kreuz enthalten. Zwar wisse er, dass Ibn Taimīya eine strengere Meinung vertreten habe, doch könne er sich dessen Meinung nur hinsichtlich der Ablehnung der Teilnahme von Muslimen an religiösen Feiern der Polytheisten und Ahl al-kitāb anschließen. Unzulässig sei es auf jeden Fall, wenn Muslime selbst Weihnachten feierten, „denn wir haben unsere Feste und sie haben ihre Feste.“ Gegen eine Beglückwünschung der Menschen durch muslimische Nachbarn oder Kollegen sei jedoch nichts einzuwenden. Er selbst gehe davon aus, dass Ibn Taimīya seine Meinung geändert oder abgemildert hätte, wenn er in der Gegenwart gelebt hätte, weil es mehrere Gründe gebe, die Fatwa an die Zeit anzupassen. Hierzu zählt al-Qaradāwī 1. das Bedürfnis der Muslime nach Umgang mit Nichtmuslimen, weil diese in vielen Wissenschaften und Künsten ihre Lehrmeister geworden sind; 2. den Bedarf der islamischen Daʿwa nach Annäherung an die Menschen durch Freundlichkeit; 3. die Tatsache, dass die Beglückwünschung des Kollegen oder Nachbarn keine Einverständnis mit dem christlichen Glauben impliziert; 4. die Tatsache, dass das Weihnachtsfest in der Gegenwart seinen religiösen Charakter weitgehend verloren habe und zu einem nationalen Brauch geworden sei.

### Reinheit von Hunden
Dieses Beispiel behandelt al-Qaradāwī in dem Abschnitt zu den Grundpfeilern des Minderheiten-Fiqh. Während Hanafiten, Schafiiten und Hanbaliten in ihrer Betonung der Unreinheit von Hunden sehr rigide seien, sei Mālik ibn Anas weniger streng und halte jedes Lebewesen, sogar Hund und Schwein, für rein. Die Reinheit von Hunden leitete Mālik im 8. Jahrhundert aus der koranischen Aussage in Sure 5:4 ab, dass von ihnen bei der Jagd erbeutete Tiere gegessen werden dürfen. Da Hunde im Westen allgegenwärtig seien, sollten sich die Muslime an der Lehrmeinung Māliks orientieren, weil die Auffassung von der Unreinheit der Hunde „sie in ihrer Religion beenge und ihr Alltagsleben kompliziert mache“.

### Kauf eines Wohnhauses mit Hilfe eines verzinsten Darlehens
Ist es erlaubt, in den westlichen Ländern ein Wohnhaus mit Hilfe eines verzinsten Darlehens zu erwerben? Diese Frage erörtert al-Qaradāwī in seinem Buch besonders ausführlich, weil sie unter den Muslimen in den Jahren zuvor für besonders heftige Kontroversen gesorgt hatte. Er beginnt seine Ausführungen zu dieser Frage mit der Bemerkung, dass einige muslimische Gelehrte aus Indien und Pakistan, die dem hanafitischen Madhhab angehören, ihren in Großbritannien lebenden muslimischen Landsleuten per Fatwa derartige Geschäfte erlaubt hatten, so dass diese Häuser im Zentrum von London erwerben konnten und heute zu den großen Grundeigentümern in England gehören. In einer langen Liste hebt er die finanziellen und die nichtfinanziellen Vorteile von Wohneigentum hervor (u. a. Steuervorteile, Unabhängigkeit, zukünftige Sicherheit). Sodann gibt er einen Überblick über das Spektrum der Positionen der verschiedenen modernen muslimischen Gelehrten zu dieser Frage: So hatte zum Beispiel die Rechtsakademie der Organisation der Islamischen Konferenz die Aufnahme eines verzinsten Darlehens mit Verweis auf das Ribā-Verbot für unzulässig erklärt, während der syrische Rechtsgelehrte Mustafā az-Zarqā (1904–1999) solche verzinsten Darlehen in nichtislamischen Ländern in Anknüpfung an die hanafitische Rechtstradition erlaubt hatte. Az-Zarqā hatte in einer Fatwa seine Position damit begründet, dass es ein Ziel der Scharia sei, das Vermögen des Muslims zu bewahren. Da der Kauf eines Hauses den Muslim besser stelle als ein Mietverhältnis, sei die Aufnahme eines verzinsten Darlehens zum Kauf eines Hauses zulässig.
Al-Qaradāwī selbst hatte zwanzig Jahre lang in Fatwas den Erwerb von Hauseigentum mit Hilfe von verzinsten Darlehen als verboten eingestuft. Später sei bei ihm aber ein Sinneswandel eingetreten, den al-Qaradāwī mit Altersmilde erklärt. 1999 wirkte er an einer Fatwa des ECFR mit, in der solche Geschäfte für zulässig erklärt wurden.
Die ECFR-Fatwa, die al-Qaradāwī in ihrer vollen Länge wiedergibt, stützt sich in ihrer Argumentation hauptsächlich auf die islamische Rechtsmaxime „Zwangslagen machen die verbotenen Dinge erlaubt“ (aḍ-ḍarūrāt tubīḥ al-maḥẓūrāt) und verweist gleichzeitig darauf, dass nach Auffassung der islamischen Rechtsgelehrten ein spezielles oder allgemeines Bedürfnis (ḥāǧa) die gleiche Stellung einnehmen kann wie die Zwangslage (ḍarūra). Ein solches Bedürfnis sei im europäischen Kontext gegeben, weil das Verbot, verzinste Darlehen aufzunehmen, die Muslime davon abhalte, Grundeigentum zu erwerben, und sie somit in eine schwächere Position bringe. Daneben verwies die Fatwa auf die Lehrmeinung von Abū Hanīfa, wonach es Muslimen außerhalb des Dār al-islām erlaubt ist, Geschäfte mit Ribā zu betreiben. Hieraus wurde geschlossen, dass Muslime nicht dazu angehalten sind, die wirtschaftlichen und finanziellen Regeln in einer nichtislamischen Gesellschaft zu ändern.

Logo der arabischen Zeitung Asch-Scharq al-ausat, in der 1999 die Debatte über die ECFR-Fatwa geführt wurde

Zwei Mitglieder des ECFR, der Muslimbruder Muhammad al-Barāzī in Dänemark und der in England lebende Pakistaner Suhaib Hasan ʿAbd al-Ghaffār, hatten die Fatwa des ECFR öffentlich in der Zeitung Asch-Scharq al-ausat kritisiert. Hierbei argumentierten sie zum einen damit, dass das Gremium den hanafitischen Madhhab in zweifacher Weise fehlinterpretiert hatte, weil erstens Hanafiten Ribā nur im Dār al-Harb erlauben, diese Kategorie für europäische Länder jedoch nicht zutreffe, und zweitens Hanafiten Muslimen in nichtislamischen Gesellschaften nur erlauben, Zinsen zu nehmen, jedoch nicht zu geben. Zum anderen machten al-Barāzī und ʿAbd al-Ghaffār geltend, dass der Rat in diesem Fall das Prinzip des Bedürfnisses, das zu einer Zwangslage wird, unzulässigerweise angewandt habe, weil die finanzielle Schwäche der Muslime in Europa nicht das Ergebnis der Vermeidung von verzinsten Darlehen, sondern ihrer Uneinigkeit sei. Nur wenn die Muslime, die ein Haus kaufen wollten, nicht in der Lage seien, eine Wohnung zu einem angemessenen Preis zu mieten oder in religiös zulässiger Weise zu kaufen, dürften sie ein verzinstes Darlehen aufnehmen.
Al-Qaradāwī beendet seine Ausführungen mit der Wiedergabe einer Replik, in der er die Einwendungen der beiden Gelehrten zurückgewiesen hatte. Darin betont er, dass man die Beurteilung der Frage, ob das Bedürfnis der muslimischen Minderheiten nach Hauseigentum eine „Zwangslage“ darstelle, nicht den islamischen Rechtsgelehrten überlassen dürfe, sondern dafür auch nichtreligiöse Experten und die europäischen Muslime selbst hinzuziehen müsse.

### Teilnahme an Wahlen in nichtislamischen Ländern
Dürfen Muslime an Wahlen in nichtislamischen Ländern aktiv teilnehmen? Dieses Problem wird von dem amerikanischen Scheich Muhammad Nur Abdullah als Anwendungsbeispiel für das Minderheiten-Fiqh angeführt. Er erklärt, dass politische Wahlen in muslimischen Ländern ganz anders einzuordnen seien als in nichtmuslimischen Ländern, weil in den ersteren Muslime islamische Parteien wählen könnten, während in letzteren solche Parteien nicht existierten. Unter diesen Umständen könnten einige Muslime zu der irrigen Auffassung gelangen, dass man durch aktive Teilnahme an Wahlen gegen das im Koran (z. B. Sure 5:51) ausgesprochene Verbot verstoße, dass man sich Nichtmuslime nicht zum Patron nehmen dürfe. Im Fiqh al-aqallīyāt verstehe man das aber anders, nämlich dass Muslime diejenige Partei wählen sollten, die ihren Interessen am besten dient.

## Die öffentliche Diskussion um das Minderheiten-Fiqh
Al-ʿAlwānīs Programmschrift und al-Qaradāwīs Abhandlung lösten in der islamischen Öffentlichkeit großes Interesse an dem Konzept des Minderheiten-Fiqh aus, so dass dieses zum Gegenstand einer lebhaften öffentlichen Debatte wurde. Eine der ersten Veranstaltungen, bei der dieses Konzept diskutiert wurde, war die 13. Konferenz des Höchsten Rats für Islamische Angelegenheiten, der dem ägyptischen Religionsministerium untersteht, im Mai/Juni 2001. Allein vier Vorträge bei dieser Veranstaltung befassten sich mit dem Fiqh al-aqallīyāt.

### Die Polemik al-Būtīs (2001/03)

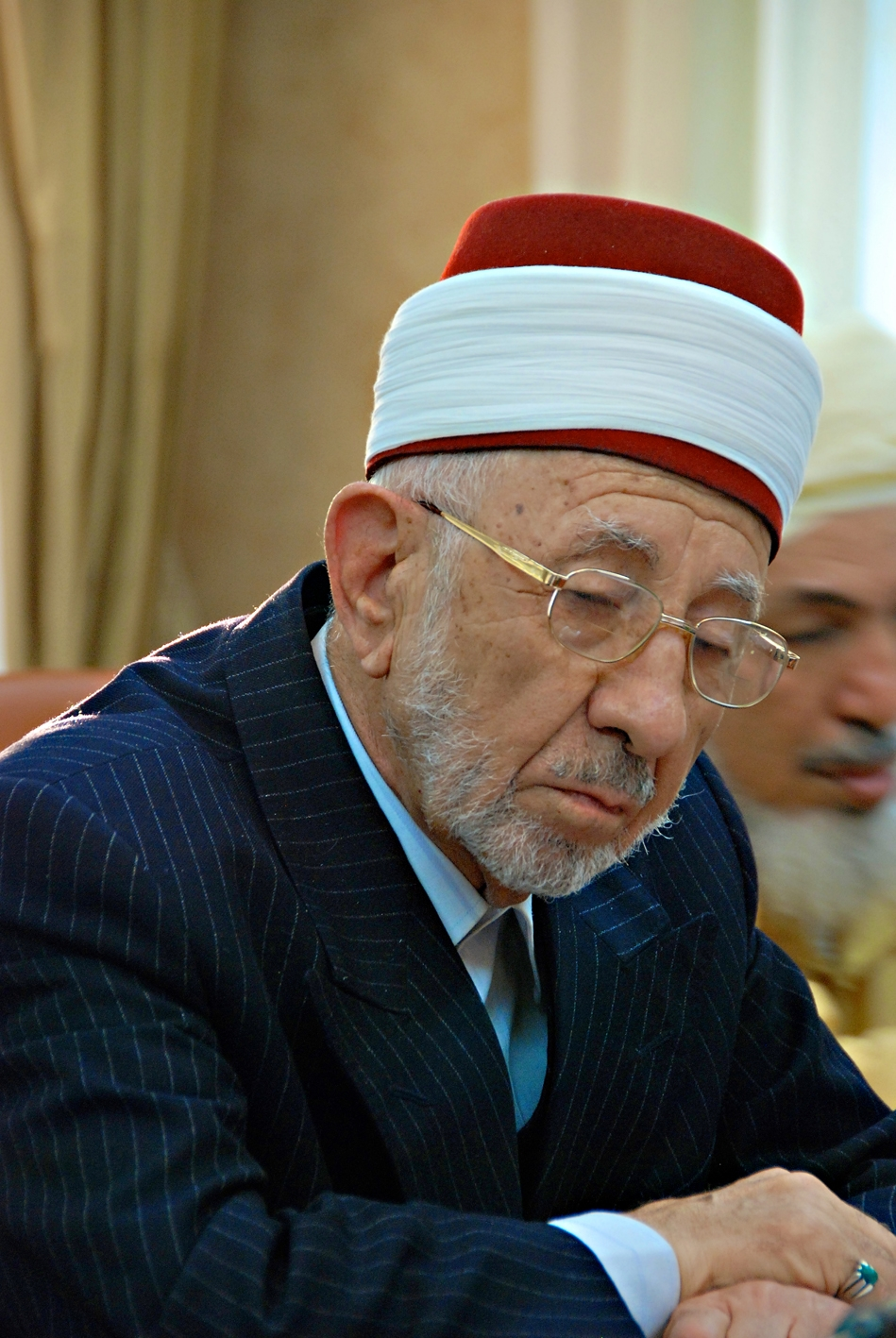
Muhammad Saʿīd Ramadān al-Būtī, einer der schärfsten Gegner des Minderheiten-Fiqh

Die öffentliche Diskussion über das Konzept wurde dadurch besonders entfacht, dass im Juni 2001 der syrische Gelehrte Muhammad Saʿīd Ramadān al-Būtī in einem seiner im Internet veröffentlichten Monatsbriefe heftige Kritik an dem Konzept übte. In diesem Text mit dem Titel „Es ist kein Zufall, dass der Ruf nach dem Minderheiten-Fiqh mit dem Vorhaben, den Islam zu spalten, zeitlich zusammentrifft“ hielt er den Verfechtern des Minderheiten-Fiqh vor, ein Projekt zu betreiben, das letztendlich auf eine Fragmentierung des einheitlichen globalen Islams in verschiedene regionale Islame hinauslaufe, die dann im Widerstreit miteinander lägen. Die Herausbildung eines eigenständigen westlichen Islams, der sich vom Islam in den islamischen Ländern unterscheide, sei keineswegs wünschenswert und könne sich auf keine Grundlagen stützen. Wenn die Verfechter des Fiqh al-aqallīyāt darauf verwiesen, dass sich dieses auf verschiedene Rechtsmaximen stütze, so könne man ihnen entgegenhalten, dass dies allgemeine Prinzipien seien, die in keinerlei Weise auf bestimmte Regionen wie Europa und Amerika beschränkt seien.
Al-Būtī warf den Verfechtern des Fiqh al-aqallīyāt vor, eine spezielle islamische Normenlehre entwickeln zu wollen, die sich mit den umgebenden „Strömungen von Unglauben, Lasterhaftigkeit und Aufsässigkeit“ vertrage. Der bloße Aufenthalt von Muslimen im „Haus des Unglaubens“ (dār al-kufr) stelle jedoch keine Zwangslage dar, die die Entwicklung einer solchen Spezial-Normenlehre rechtfertige. Da Gott den Muslimen befohlen habe, in das Dār al-Islām auszuwandern, wenn ihnen die Anwendung der islamischen Vorschriften nicht ermöglicht werde, dürften sie keine Veränderungen an der islamischen Normenlehre zulassen. In diesem Zusammenhang verweist al-Būtī zum einen auf das Vorbild des Propheten Mohammed, der mit seinen Anhängern aus Mekka auswanderte, als er von den Muschrikūn in die Enge getrieben wurde, und zum anderen auf Sure 4:97, wo denjenigen Gläubigen, die nicht aus dem Gebiet der Unterdrückung ausgewandert sind, die Höllenstrafe angedroht wird. Das Minderheiten-Fiqh sah al-Būtī dagegen als Bedrohung für die im Westen lebenden Muslime an, weil sie dadurch in die Gefahr gerieten, in der Bewegung der „sündigen westlichen Zivilisation“ aufzugehen.
Al-Būtī polemisierte auch später noch öfter gegen das Minderheiten-Fiqh. Am 16. Mai 2003, dem Freitag nach dem Maulid an-Nabī, geißelte er es in seiner Freitagspredigt in Damaskus, die im Satellitenfernsehen live übertragen wurde, als „das neueste Mittel, mit dem man an der Religion Gottes herumtrickst“ (aḥdaṯ wasāʾil at-talāʿub bi-dīn Allāh). Die New Muslims of Nottingham, eine neo-traditionalistisch ausgerichtete Gruppe von Neu-Muslimen in England, übersetzten al-Būtīs Kritik am Minderheiten-Fiqh ins Englische und machten sie auf diese Weise auch der westlichen Öffentlichkeit zugänglich.

### Die Kritik von Tariq Ramadan (2003)

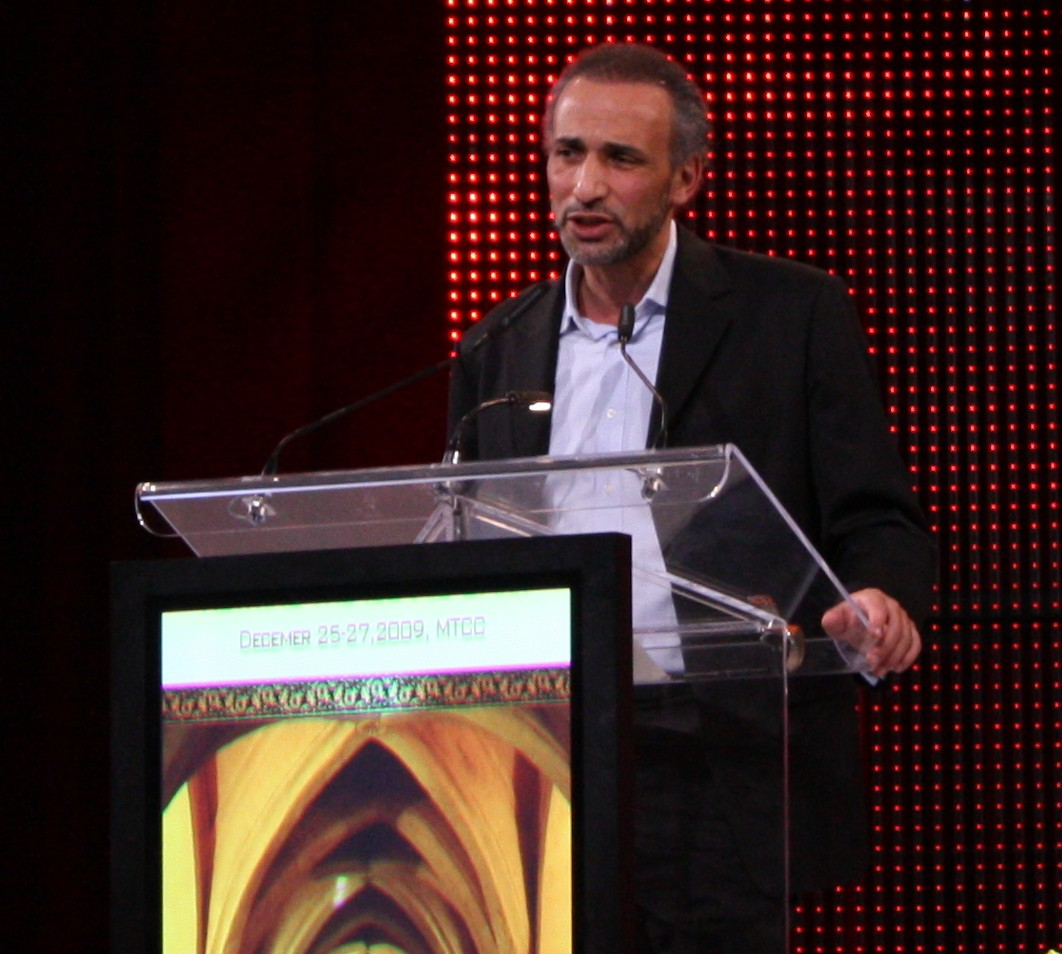
Tariq Ramadan

Kritik aus einer anderen ideologischen Richtung äußerte Tariq Ramadan, der als ein Vordenker der Idee des Euro-Islams gilt. Er wies 2003 in seinem Buch „Muslime des Westens und die Zukunft des Islams“ (Musulmans d’Occident et l’avenir de l’Islam) die im Minderheiten-Fiqh vorausgesetzte Vorstellung, dass die im Westen lebenden Muslime Minderheiten seien, zurück. Hinsichtlich der Universalität der vom Islam vertretenen Werte meinte er, dass die Muslime ihre Präsenz in den westlichen Gesellschaften nicht im Sinne einer „Minderheit“ denken sollten. Er meinte, dass der Status der Minderheit keine natürliche Kategorie sei, sondern Ergebnis einer bestimmten politischen Vorstellung, die danach strebe, muslimische Handlungsmöglichkeiten einzuschränken, während sich die Muslime eigentlich als Teil der „ethischen Mehrheit“ sehen sollten.
Ramadan kritisierte auch den Untertitel von al-Qaradāwīs Buch, in dem vom „Leben der Muslime inmitten anderer Gesellschaften“ die Rede ist. Dieser impliziere, dass westliche Gesellschaften für die Muslime, die dort lebten, andere, fremde Gesellschaften seien. Die westlichen Muslime seien jedoch in diesen Gesellschaften zu Hause und sollten diese Gesellschaften eben nicht als fremde Gesellschaften wahrnehmen.

### Verteidigung des Konzepts durch FCNA und ECFR
Mit Kritik am Minderheiten-Fiqh hatte sich auch der Fiqh Council of North America auseinanderzusetzen. Wie aus einer Kollektiv-Fatwa hervorgeht, die im Dezember 2003 auf der Internet-Plattform Islamonline.net veröffentlicht wurde, betrachteten einige muslimische Gelehrte dieses Konzept als eine unzulässige Neuerung, die die „Religion Allahs manipuliert“. Zwei Gelehrte des Fiqh Councils, Tāhā al-ʿAlwānī und Muhammad Nur Abdullah, und der bereits genannte Gelehrte Muhammad Al-Mukhtar Al-Shinqiti verteidigten das Konzept gegen diese Kritik und betonten, dass es in keiner Weise die Grundlagen der Religion antaste oder abwandle. Al-Shinqiti verwahrte sich vor allem gegen den Vorwurf, dass Fiqh al-aqallīyāt eine Bidʿa, eine mit der Sunna in Widerspruch stehende Neuerung, sei: „Das Fiqh der muslimischen Minderheiten ist keine Neuerung. Die früheren Bücher der Jurisprudenz enthalten zahlreiche Regeln, die die in den nichtislamischen Ländern lebenden Muslime betreffen. Neu ist lediglich der Begriff, der für solche Regeln verwendet wird, nämlich ‚Fiqh der muslimischen Minderheiten‘. An der Änderung von Begriffen ist aber nichts auszusetzen.“
Auch der ECFR sah sich vor die Aufgabe gestellt, das Konzept zu verteidigen. Auf der zwölften ECFR-Tagung, die vom 31. Dezember 2003 bis zum 4. Januar 2004 in Dublin stattfand, wurde das Konzept über einen Tag lang ausführlich diskutiert. Hierbei wurden einschlägige Untersuchungen von sechs Mitgliedern des ECFR erörtert: Yūsuf al-Qaradāwī, ʿAbdallāh ibn Baiya, Tāhā Dschābir al-ʿAlwānī, ʿAbd al-Madschīd an-Naddschār, al-ʿArabī al-Bischrī und Salāh ad-Dīn Sultān. Der in Saudi-Arabien lehrende malikitische Gelehrte ʿAbdallāh ibn Baiya hatte schon 2001 am Zaytuna Institute in Berkeley eine Reihe von Vorträgen über das Minderheiten-Fiqh gehalten. Diese Vorträge, bekannt als Rihla Class, waren in Form von 18 CDs von der Firma Alhambra Productions verbreitet wurden, In seinem Beitrag zur ECFR-Tagung erörterte er den Unterschied zwischen Zwangslage und Bedürfnis, womit er auf die Kritiker der ECFR-Fatwa zur Zulässigkeit der Aufnahme eines verzinsten Kredits reagierte, die dem Gremium eine Fehlinterpretation vorgeworfen hatten. Der in Bahrain lebende ägyptische Gelehrte Salāh ad-Dīn Sultān präsentierte in seinem Beitrag methodische Regeln für das Minderheiten-Fiqh und betonte darin auch die Verantwortung der muslimischen Minderheiten für die Verbesserung der Länder, in denen sie leben. Die Untersuchung al-ʿAlwānīs besteht lediglich aus einer um ein Vorwort erweiterten Version seines Buches aus dem Jahr 2000.
Am Ende der Sitzung bekräftigte das Gremium – wahrscheinlich in Reaktion auf die Kritik von Tariq Ramadan – die Verwendung des Begriffs „Minderheit“ (aqallīya) und berief sich dabei auf den „internationalen Usus“ (al-ʿurf ad-daulī). Das Fiqh al-aqallīyāt definierte der ECFR relativ neutral als „die normwissenschaftlichen Bestimmungen, die sich auf den Muslim beziehen, der außerhalb der islamischen Länder lebt“. Die meisten der dem Gremium vorgelegten Untersuchungen (Sultān, al-ʿAlwānī, Ibn Baiya, Naddschār und al-Bischrī) wurden noch in demselben Jahr in der ECFR-Zeitschrift veröffentlicht.

### Die AMSS-Konferenz 2004

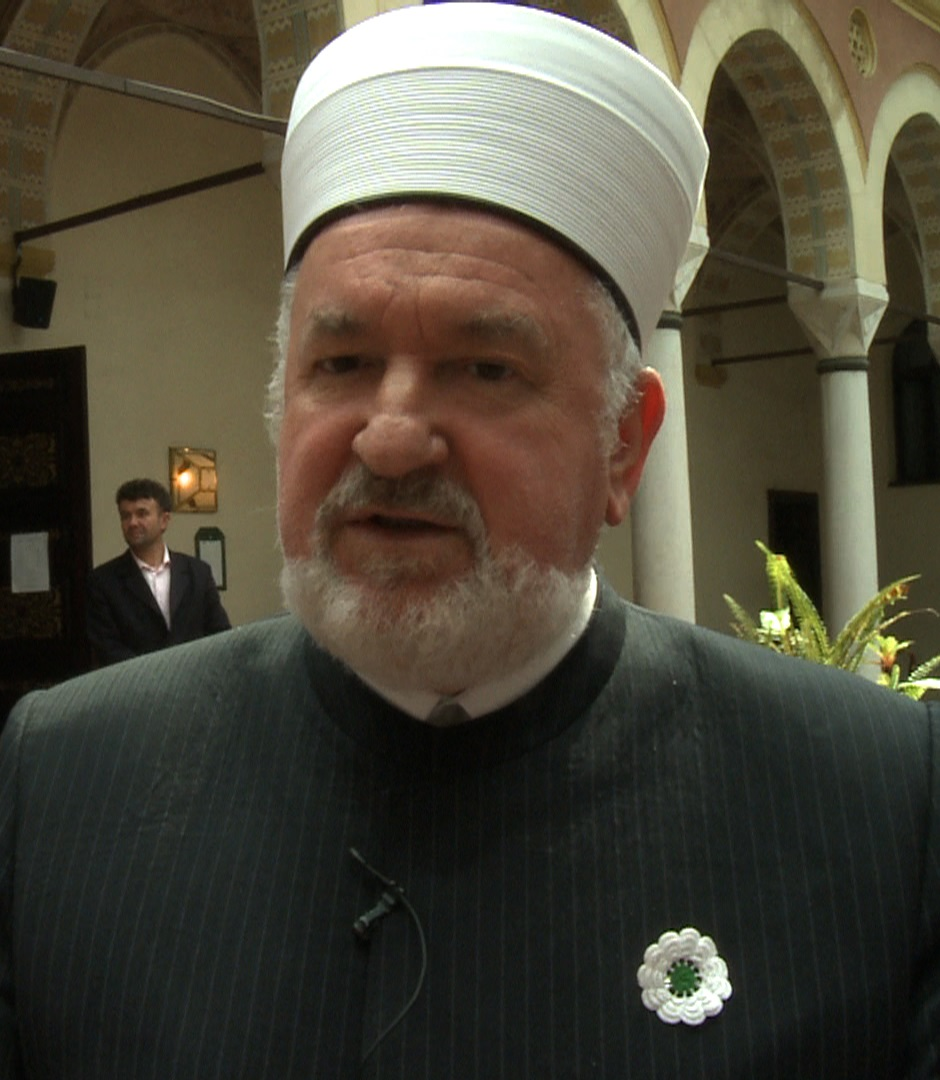
Mustafa Cerić

Kurz nach der ECFR-Tagung, im Februar 2004, richtete der britische Zweig der Association of Muslim Social Scientists (AMSS [UK]) in Verbindung mit dem International Institute of Islamic Thought (IIIT), dem Muslim College und Q-News Media an der University of Westminster seine fünfte Jahreskonferenz aus und widmete sie dem Thema „Fiqh Today: Muslims as Minorities“. Auf dieser Konferenz wurde das Minderheiten-Fiqh zum Teil sehr kritisch betrachtet. Zwar forderte der AMSS-Vorstandsvorsitzende Anas Al-Shaikh-Ali in seiner Eröffnungsrede die Teilnehmer dazu auf, auf eine „umfassende Methodologie für das Minderheiten-Fiqh“ hinzuarbeiten, doch eröffnete Mustafa Cerić, Großmufti von Bosnien und Herzegowina, der als Hauptreferent eingeladen war, seine Grundsatzadresse mit der Bemerkung, dass er nicht an das Minderheiten-Fiqh glaube, weil er aufgrund seines Minderheiten-Status nicht nur als ein halber Muslim betrachtet werden wolle.
Der syro-amerikanische Gelehrte Louay Safi, der einen Vortrag über „Die kreative Mission der muslimischen Minderheiten im Westen“ hielt, meinte, dass „Minderheiten-Fiqh“ eigentlich eine Fehlbezeichnung sei, weil das Bedürfnis nach Überwindung historischer Interpretationen des islamischen Rechts nicht nur bei muslimischen Minderheiten im Westen, sondern bei allen Muslimen bestehe.
Der tunesisch-französische Denker Mohamed Mestiri hielt einen Vortrag mit dem Titel „Vom Fiqh der Minderheiten zum Fiqh der Staatsbürgerschaft“. Darin schlug er vor, dass sich die muslimischen Gelehrten vom Konzept des Minderheiten-Fiqh, das zu sehr an eine Immigranten-Mentalität gebunden sei, lösen sollten, und sich einem „Fiqh der Staatsbürgerschaft“ zuwenden sollten. Ziel dieses neuen Fiqh sei es, „die Philosophie der Staatsbürgerschaft im Westen zu integrieren, um ein neues Fiqh in einer pluralen Sphäre zu schaffen“ und „dem Prinzip des Humanismus, das auf die Gleichheit aller Menschen gestützt ist, Rechnung zu tragen“. Auf diese Weise könne der marginale Status als Einwanderer mit einer inkompatiblen Ordnung in den eines vollwertigen Bürgers transformiert werden. Anstatt einer „Kultur der Fatwas“ gehe es darum, eine „Kultur der Finalität“ zu entwickeln.
Das Konzept des Minderheiten-Fiqh wurde bei der Konferenz nur durch al-ʿAlwānī verteidigt. Er war allerdings bei der Konferenz nicht selbst anwesend, sondern hatte seinen Vortrag in Form einer Video-Präsentation voraufgezeichnet. Der britische Konvertit Charles Le Gai Eaton forderte, dass ein neues Minderheiten-Fiqh geschaffen werden müsse, das erheblich einfacher sei als das, was bisher angedacht worden sei, weil sich sonst die muslimische Jugend im Westen vom Islam abwenden würde.

### Die Kritik von Hizb ut-Tahrir (2004)
Im Jahre 2004 veröffentlichte außerdem Asif Khan (geb. 1977), ein hochrangiges Mitglied der islamistischen Organisation Hizb ut-Tahrir in Großbritannien, im Internet einen Traktat, in dem er das Minderheiten-Fiqh als Versuch der Unterwanderung des Islams zurückwies. Der 44 Seiten lange Traktat besteht aus zwei Teilen: Im ersten Teil wird die Auffassung, dass es den Bedarf nach einem Minderheiten-Fiqh gibt, zurückgewiesen, im zweiten Teil die Grundlagen von politischer Partizipation und Integration angefochten. Asif Khan nahm besonders daran Anstoß, dass die Verfechter des Fiqh al-aqallīyāt es für zulässig halten, dass eine Frau, die zum Islam konvertiert, mit ihrem nichtmuslimischen Ehemann verheiratet bleibt. Nach seiner Auffassung steht dies im Widerspruch zu der koranischen Regel in Sure 60:10. Eine Abänderung dieser Regel führt seiner Auffassung nach zu einer Verwerflichkeit (munkar).
Darüber hinaus wies Asif Khan auch die Lehre von den fünf universalen „Zwecken der Scharia“ (maqāṣid aš-šarīʿa) zurück, auf die sich die Verfechter des Minderheiten-Fiqh stützen. Diese fünf universalen Zwecke, nämlich der Schutz von Religion, Leben, Verstand, Abstammung und Eigentum, seien zwar Zwecke der Scharia insgesamt, aber nicht der einzelnen Bestimmungen, und könnten von daher auch nicht zur Legitimation spezifischer Einzelhandlungen verwendet werden. Ein anderes Schlüsselkonzept des Minderheiten-Fiqh, das von Asif Khan in Frage gestellt wird, ist das der Staatsbürgerschaft. Er vertritt die Auffassung, dass die Annahme der Staatsbürgerschaft eines nichtmuslimischen Staates nicht dazu führen dürfe, dass die Scharia modifiziert werde oder Muslime als Teil einer nichtmuslimischen Armee gegen Muslime kämpfen, weil dies dem Islam widerspreche. In seiner Schlussbemerkung resümierte Asif Khan, dass das Minderheiten-Fiqh „das Symptom eines korrupten Denkprozesses“ sei, „der für seine Lösungen auf den dominanten Westen schaut“.
Zu den Befürwortern des Minderheiten-Fiqh in Großbritannien gehörte Kamal El-Helbawy. In einem Interview, das er Ende Juli 2005 einem Vertreter der Jamestown Foundation gab, schlug er vor, in Großbritannien Behandlungszentren für junge muslimische Extremisten zu schaffen, in denen diese über die Sīra des Propheten, Minderheiten-Fiqh und die Rolle des Westens bei der Entwicklung der menschlichen Zivilisation unterrichtet werden sollten.

### Stellungnahmen von der arabischen Halbinsel
Ähnlich kritisch äußerte sich 2005 der Generalsekretär der Islamischen Weltliga ʿAbdallāh at-Turkī zum Fiqh al-aqallīyāt. In einem Geleitwort zur Zeitschrift der Islamischen Fiqh-Akademie, die der Weltliga angeschlossen ist, geißelte er den Versuch, für die muslimischen Minderheiten mit dispensorientierten Fatwas ein gesondertes Fiqh zu schaffen, als Phänomen einer generellen „Störung“ (iḫtilāl). Er mahnte an, dass das legitime Prinzip der Erleichterung, das auf Zwangslagen und Bedürfnisse gestützt ist, nicht dazu führen dürfe, dass die islamischen Vorschriften dauerhaft außer Kraft gesetzt werden.
Auch die Internationale Islamische Fiqh-Akademie (IIFA) in Dschidda, die der Organisation für Islamische Zusammenarbeit angeschlossen ist, nahm indirekt zum Minderheiten-Fiqh Stellung. Im April 2005 veröffentlichte sie einen Beschluss, in dem sie dazu aufrief, die Verwendung des Begriffs „Minderheit“ für die außerhalb der islamischen Welt lebenden Muslime zu vermeiden, weil er ein Begriff des weltlichen Rechtes sei, der nicht die Wirklichkeit islamischer Existenz zum Ausdruck bringe, „die sich durch Universalität, Authentizität, Stabilität und Koexistenz mit anderen Gesellschaften auszeichnet.“ Angemessen seien allein Ausdrücke wie „die Muslime im Westen“ oder „die Muslime außerhalb der islamischen Welt“. Außerdem wurde die Bildung einer schariarechtlichen Kommission innerhalb der Akademie empfohlen, die sich mit der Findung von Lösungen für die Fiqh-Probleme beschäftigen sollte, mit denen die Muslime außerhalb der islamischen Welt konfrontiert sind. Der Verabschiedung des Beschlusses waren umfassende Diskussionen innerhalb des Gremiums vorausgegangen, an denen 25 islamische Gelehrte aus verschiedenen Ländern teilnahmen. Die Ablehnung des Minderheiten-Begriffs in dem Beschluss knüpfte an einen Vortrag des libyschen Gelehrten Muhammad Fathallāh az-Ziyādī an, in dem dieser argumentiert hatte, dass „Minderheit“ ein vom Westen entlehnter Begriff sei, der bestimmte Machtbeziehungen („schwache Minderheit“ versus „starke Mehrheit“) impliziere und in sich die Möglichkeit von Diskriminierung, Spaltung und Antagonismus einschließe.
Eine erheblich positivere Stellungnahme gab das Fatwa-Zentrum der vom katarischen Religionsministerium betriebenen Internetseite Islamweb.net zum Fiqh al-aqallīyāt ab. Als es im März 2006 dazu befragt wurde, ob ein Spezial-Fiqh für die muslimischen Minderheiten existiere, gab es eine bejahende Antwort und stellte klar, dass das Minderheiten-Fiqh wie andere Fiqh-Zweige auf Koran und Sunna fuße, aber in den Einzelheiten auf die universalen Prinzipien der Scharia rekurriere, die eine Beseitigung von Beschwerlichkeit vorsehe.

### Ibn Baiyas Neuausarbeitung des Minderheiten-Fiqh (2007)

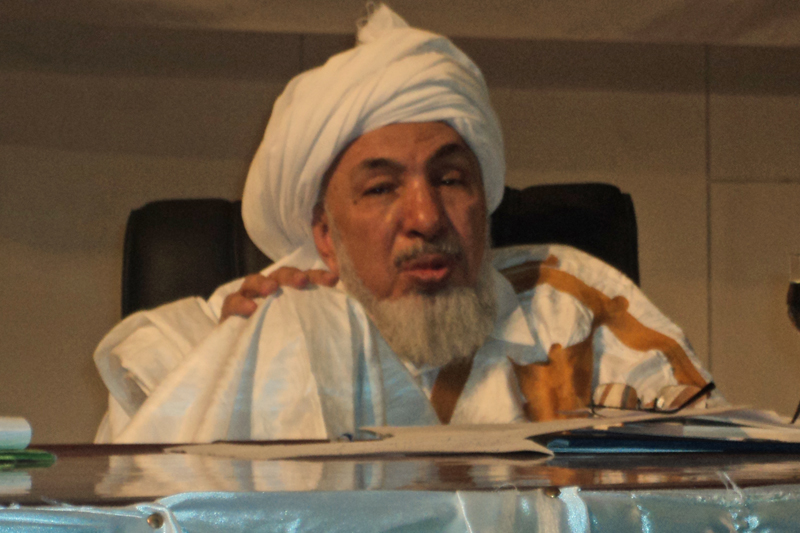
ʿAbdallāh ibn Baiya

Auch in der Folgezeit wurde weiter Kritik an dem Konzept geübt. So äußerte im August 2007 der Schādhilīya-Scheich Nuh Ha Mim Keller auf der jährlichen Versammlung seiner Anhänger im Vereinigten Königreich, dass das Minderheiten-Fiqh unvereinbar mit dem Prinzip der Taqwā sei, einer vor allem im Sufismus gepflegten Form der Gottesfürchtigkeit.
Trotz dieser andauernden Kritik hielten die Verfechter des Minderheiten-Fiqh zunächst an dem Konzept fest. Das IIIT richtete im Jahr 2007 ein Seminar zum „Minderheiten-Fiqh und den Zwecken der Scharia“ aus, an dem 25 islamische Aktivisten aus aller Welt teilnahmen. Eine internationale Konferenz zu exakt demselben Thema fand im November 2009 in Kuala Lumpur statt. Sie wurde von der Islamischen Weltliga und der Internationalen Islamischen Universität Malaysia organisiert. Und der mauretanische Gelehrte ʿAbdallāh ibn Baiya richtete 2007 eine fünftägigen Konferenz in Cardiff aus, die sich mit Fatwa-Erstellung und Minderheiten-Fiqh befasste und von 60 muslimischen Gelehrten besucht wurde. Wahrscheinlich stellte er bei dieser Konferenz den Inhalt seines neuen Buches vor, das noch im gleichen Jahr unter dem Titel „Die Fatwa-Herstellung und die Jurisprudenz der Minderheiten“ (Ṣināʿat al-fatwa wa-fiqh al-aqallīyāt) veröffentlicht wurde.
Ein besonderes Merkmal von Ibn Baiyas Buch ist, dass darin das westliche Konzept der Staatsbürgerschaft besonders positiv bewertet wird. Ibn Baiya würdigt dieses Konzept als eine reziproke Rechtsbeziehung zwischen Individuen einer auf demselben Territorium lebenden Gruppe von Menschen, die nicht zwangsläufig die gleichen Vorfahren, das gleiche kulturelle Gedächtnis oder die gleiche Religion haben, sondern allein durch eine Verfassung und Gesetze zusammengehalten werden, die die Pflichten und Rechte der einzelnen Mitglieder definieren. Dieses Konzept, so führt er aus, „ist vielleicht die wichtigste Brücke dafür, dass die religiösen Werte jeder Menschengruppe respektiert und akzeptiert werden, und stimmt mit dem islamischen Verständnis der menschlichen Koexistenz überein. Der Muslim hat nichts dagegen einzuwenden, ja könnte sich sogar dafür einsetzen.“
Viele Dinge, die mit der Staatsbürgerschaft verbunden sind, sind nach Ibn Baiyas Auffassung auch „von der Religion her gefordert und von Natur aus erwünscht“. Hierzu zählt er „das Recht auf Leben, Gerechtigkeit, Gleichbehandlung, Freiheiten, Schutz des Eigentums, Schutz vor willkürlicher Inhaftierung und Folter, Recht auf soziale Sicherheit für Arme, Alte und Kranke, Zusammenarbeit zwischen den einzelnen Mitgliedern der Gesellschaft zum allgemeinen Wohlergehen sowie die damit zusammenhängenden Pflichten wie die Zahlung von Steuern, die Verteidigung des Heimatlandes gegen Aggression und die Befolgung von Gesetzen“.
Ibn Baiya erkennt auch die Werte des „neutralen Säkularismus“ (al-ʿilmānīya al-muḥāyida) als positiv an. Dazu gehören für ihn die Respektierung religiöser Überzeugungen, religiöse Neutralität, die Anerkennung der individuellen und kollektiven Menschenrechte, über deren Schutz der Staat wacht, das Recht zur Meinungsverschiedenheit, Vielfalt und Abweichung von den Merkmalen des Einzelnen und Gruppen usw. All dies, so meint Ibn Baiya, steht nicht im Widerspruch zu den großen Werten der Offenbarungsreligionen, insbesondere nicht zu den Werten der islamischen Religion, „die zu Güte, Nächstenliebe und Brüderlichkeit zwischen den Menschen aufruft.“ Deswegen ist seiner Auffassung nach Loyalität (al-walāʾ) gegenüber einem westlichen Staat auch nicht unvereinbar mit Loyalität gegenüber der Religion. Zwar sei die Ergebenheit gegenüber Gott, seinem Gesandten und seinem Buch eine unbestreitbare Notwendigkeit, doch dürfe diese keine ausschließende „Mauer“ bilden, die jegliche weltliche Beziehung zu anderen Menschen ausschließe. Vielmehr sei es notwendig, mit den Menschen bei der Verfolgung gemeinsamer Interessen und der Abwendung von unheilvollen Dingen zusammenzuarbeiten, mit ihnen freundschaftliche Zuneigungen auszutauschen und mit ihnen einen guten Umgang zu pflegen, entsprechend der Aufforderung in Sure 2:83: „Sprecht nur Gutes zu den Menschen!“
Der saudische Gelehrte Salmān al-ʿAuda, der im Oktober 2010 das Minderheiten-Fiqh zum Thema einer Sendung seiner Talkshow al-Ḥayāt kalima („Das Leben ist ein Wort“) auf MBC machte, lobte dort Ibn Baiyas Buch als „eines der besten Bücher, die zu diesem Thema abgefasst wurden“.

### Verschiebung des Diskurses
Generell lässt sich beobachten, dass sich die Verfechter des Minderheiten-Fiqh in Europa gegen Ende des ersten Jahrzehnts des 21. Jahrhunderts von dem Konzept der Minderheit ab- und ihr Interesse stärker dem Konzept der Staatsbürgerschaft (muwāṭana) zuwandten. Alexandre Caeiro führt dies auf den Einfluss der Kritik Tariq Ramadans zurück. ʿAbd al-Madschīd an-Naddschār veröffentlichte 2009 ein Buch mit dem Titel „Jurisprudenz der Staatsbürgerschaft“ (Fiqh al-muwāṭana). Darin äußerte er, dass die Implikationen, die dem Minderheiten-Begriff anhaften, ihn dazu veranlasst hätten, sein Buch in Fiqh al-muwāṭana umzubenennen. Im Grunde genommen seien aber Fiqh al-aqallīyāt und Fiqh al-muwātana das Gleiche. Am Institut Européen des Sciences Humaines in Paris wurde der Kurs, den Ahmad Jaballah dort regelmäßig über das Minderheiten-Fiqh gab, 2010 in „Fiqh der muslimischen Präsenz in Europa“ (Fiqh al-ḥuḍūr al-islāmī fī Ūrūbbā) umbenannt. Der Syllabus enthielt jetzt nicht mehr al-Qaradāwīs Buch über das Fiqh al-aqallīyāt, sondern verschiedene Bücher über das Konzept der Staatsbürgerschaft, Islam im Westen und die Fatwas des ECFR und anderer Fiqh-Räte. Al-Qaradāwī selbst veröffentlichte 2010 ein Buch über „Heimat und Staatsbürgerschaft im Lichte der Glaubensgrundlagen und der Zwecke der Scharia“ (al-Waṭan wa-l-Muwāṭana fī ḍauʾ al-uṣūl al-ʿaqadīya wa-l-maqāṣid aš-šarʿīyya), in dem er nicht mehr von dem Minderheiten-Fiqh sprach.
Eine späte Blüte erlebt die Debatte über das Minderheiten-Fiqh zurzeit in Israel. Dort hat sich Iyad Zahalka, Qādī am Scharia-Gericht von Jerusalem, für den Aufbau eines Minderheiten-Fiqh für die Muslime in Israel ausgesprochen. Zwei andere Wissenschaftler, Mohanad Mustafa und Ayman K. Agbaria, haben dagegen die Tauglichkeit dieses Konzepts für den palästinensisch-israelischen Kontext in Frage gestellt, zum einen aufgrund der in Israel herrschenden politischen Situation und zum anderen wegen des indigenen Charakters der palästinensisch-arabischen Minderheit.
Was den europäischen Kontext betrifft, so hat der britische muslimische Wissenschaftler Shahrul Hussain 2016 mit Bezug auf die ECFR-Fatwa zum Hauskauf mittels verzinstem Darlehen noch einmal kritisiert, dass unklar sei, was das Paradigma des Minderheiten-Fiqh leisten könne, was nicht bereits durch die normale islamische juristische Methodologie und durch die islamischen Rechtsmaximen gesichert sei.

## Beurteilung des Konzepts außerhalb der islamischen Gelehrsamkeit
Insgesamt ist das Konzept des Minderheiten-Fiqh in der westlichen Wissenschaft als ein Versuch, den Islam an den europäischen bzw. westlichen Kontext anzupassen, sehr positiv aufgenommen worden. Die Religionswissenschaftlerin Gritt Klinkhammer charakterisierte schon 2005 Fiqh al-aqallīyāt als einen „der traditionellen Wege der Integration“. In ähnlicher Weise wird das Konzept von Alexandre Caeiro in seiner 2011 verteidigten Dissertation Fatwas for European Muslims: the minority fiqh project and the integration of Islam in Europe interpretiert, die eine der wichtigsten Studien zur Minderheiten-Fiqh-Debatte darstellt. Caeiro beschreibt das Minderheiten-Fiqh „als einen Versuch, im Kontext von Migration und sozialem Wandel eine autoritative Interpretation der islamischen Tradition bereitzustellen“. Er meint, dass diese Debatte unmittelbar mit der Integrationsdebatte verbunden ist, die den Diskurs über den Islam in Westeuropa beherrscht. Der Eindruck, dass die zunehmende Islamfeindlichkeit in Europa eine Integration der Muslime unmöglich mache, habe dementsprechend auch ab 2010 zu einem Abflauen des Interesses an dem Konzept geführt.
Auch viele andere Wissenschaftler heben in ihren Veröffentlichungen den Beitrag, den das Minderheiten-Fiqh zur Integration muslimischer Minderheiten in Europa und Amerika leisten kann, hervor (Taha 2013, Houot 2014, Kazemipur 2016). Uriya Shavit hat in zwei Studien herausgearbeitet, dass das vom ECFR vertretene Fiqh al-aqallīyāt in einem diametralen Gegensatz zum salafistischen Konzept al-Walā' wa-l-barā' steht, das die Muslime dazu anhält, sich von Nichtmuslimen fernzuhalten (Shavit 2012, 2015). Y. Matsuyama, die an der Tokyo University of Foreign Studies eine Master-Arbeit zum Minderheiten-Fiqh erstellt hat, rückt dagegen die Funktion in den Vordergrund, welche dieses Konzept für die islamischen Gelehrten selbst hat. Ihrer Auffassung nach ist Fiqh al-aqallīyāt „eines der effektivsten Güter, das von den ʿUlamā' erfunden wurde, um […] in dem hoch kompetitiven religiösen Markt des Islams, insbesondere in muslimischen Minderheitengesellschaften, ihre Autorität zurückzugewinnen“.
Das Minderheiten-Fiqh war seit 2007 Gegenstand einer Anzahl von Qualifikationsarbeiten an Universitäten in Europa (neben Caeiro 2011 noch Remien 2007, Schlabach 2009, Albrecht 2010, Rafeek 2012), Nordamerika (Dogan 2015) und Japan (Matsuyama 2010). Eine Besonderheit deutscher Publikationen zum Fiqh al-aqallīyāt ist, dass hier der Begriff meist mit „Minderheitenrecht“ übersetzt wird (so z. B. bei Schlabach und Albrecht). Angesichts der Tatsache, dass der arabische Begriff Fiqh nicht die Bedeutung von „Recht“, sondern von „Verständnis, Kenntnis, Jurisprudenz“ hat und Tāhā al-ʿAlwānī den generellen erkenntnistheoretischen Charakter des Fiqh beim Fiqh al-aqallīyāt besonders betont hat, stellt sich allerdings die Frage, ob diese Übersetzung angemessen ist.